# Chaulnes
Chaulnes est une commune française située dans le département de la Somme, en région Hauts-de-France.

## Géographie

### Localisation
Chaulnes est un bourg picard du Santerre situé à égale distance (39 km) d'Amiens et Saint-Quentin d'une part, de Paris et Lille d'autre part, en bordure de l'autoroute A1.

#### Communes limitrophes
Chaulnes est entourée, des communes (en commençant par le nord-est, puis dans le sens des aiguilles d'une montre) de Hypercourt, Puzeaux, Punchy, Hallu, Chilly, Lihons, Vermandovillers et Ablaincourt-Pressoir.
| Vermandovillers | Ablaincourt-Pressoir | Hyencourt-le-Grand |
| Lihons          | Chaulnes             | Omiécourt          |
| Chilly          | Hallu, Punchy        | Puzeaux            |

### Géologie et relief
Le sous-sol est composé de galets ou de cailloux et de sables. Il est recouvert d'une argile épaisse et grasse qui retient à la surface les eaux pluviales. Un courant d'eau souterrain intermittent appelé « veines aqueuses de Lihons » peut provoquer quelques inondations.
Situé sur le plateau du Santerre, le relief de Chaulnes est celui d'un plateau, bordé au sud, à l'est et au nord-est de la ville par des vallons peu marqués. Des espaces boisés se rencontrent à l'ouest et au nord-ouest. À l'est du territoire communal, le passage de l'autoroute du Nord et de la ligne LGV Nord, voies parallèles distantes de quelques dizaines de mètres, constitue une frontière visuelle. Le point culminant de la commune se situe à 110 mètres.

### Hydrographie
La commune est située dans le bassin Artois-Picardie. Elle n'est drainée par aucun cours d'eau.

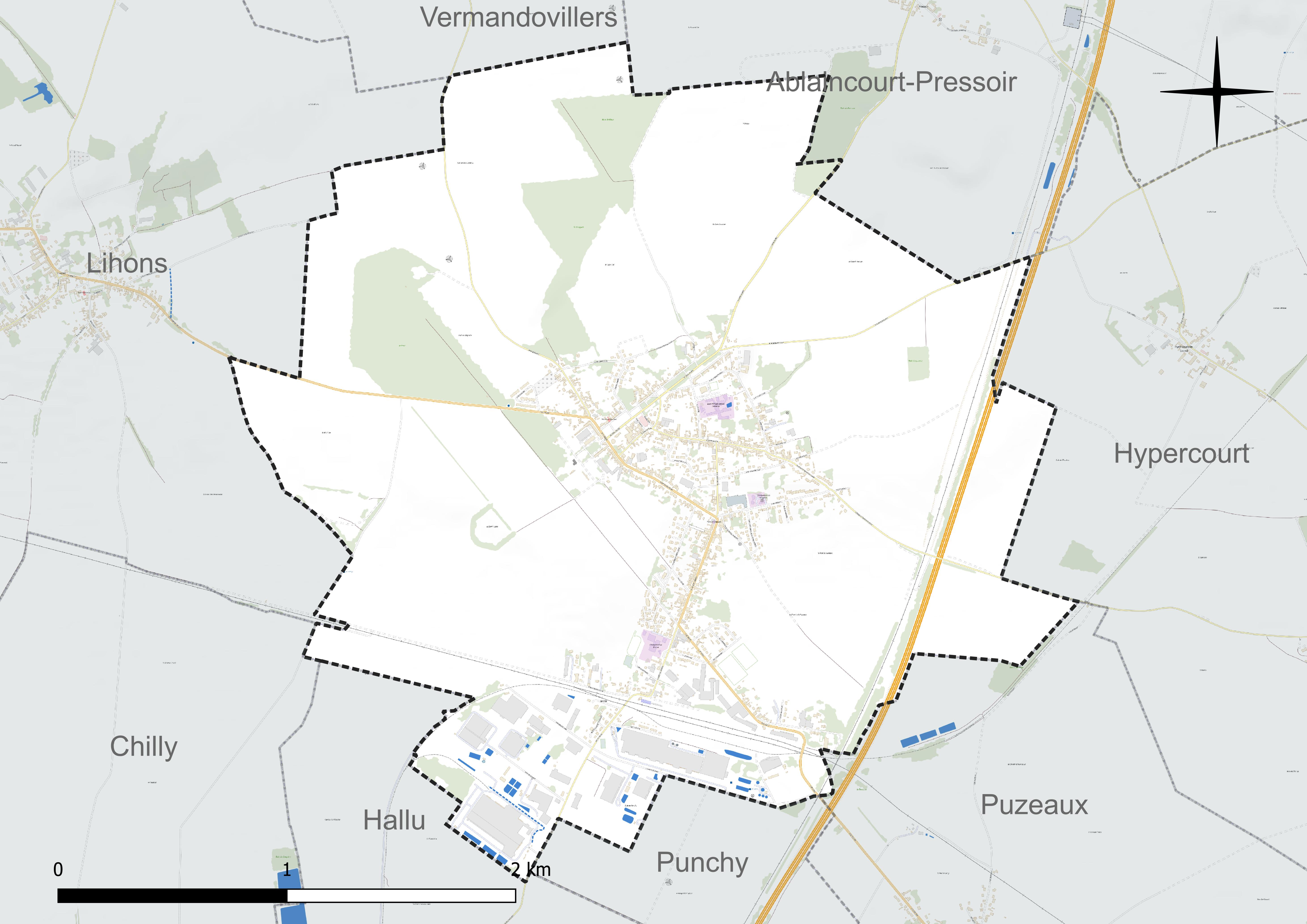
Réseau hydrographique de Chaulnes.

### Climat
Pour des articles plus généraux, voir Climat des Hauts-de-France et Climat de la Somme.
En 2010, le climat de la commune est de type climat océanique dégradé des plaines du Centre et du Nord, selon une étude du CNRS s'appuyant sur une série de données couvrant la période 1971-2000. En 2020, Météo-France publie une typologie des climats de la France métropolitaine dans laquelle la commune est exposée à un climat océanique et est dans la région climatique Nord-est du bassin Parisien, caractérisée par un ensoleillement médiocre, une pluviométrie moyenne régulièrement répartie au cours de l'année et un hiver froid (3 °C).
Pour la période 1971-2000, la température annuelle moyenne est de 10,3 °C, avec une amplitude thermique annuelle de 14,4 °C. Le cumul annuel moyen de précipitations est de 706 mm, avec 11,6 jours de précipitations en janvier et 8,9 jours en juillet. Pour la période 1991-2020, la température moyenne annuelle observée sur la station météorologique la plus proche, située sur la commune de Rouvroy-en-Santerre à 9 km à vol d'oiseau, est de 10,8 °C et le cumul annuel moyen de précipitations est de 635,8 mm,. Pour l'avenir, les paramètres climatiques de la commune estimés pour 2050 selon différents scénarios d'émission de gaz à effet de serre sont consultables sur un site dédié publié par Météo-France en novembre 2022.

## Urbanisme

### Typologie
Au 1er janvier 2024, Chaulnes est catégorisée bourg rural, selon la nouvelle grille communale de densité à sept niveaux définie par l'Insee en 2022.
Elle appartient à l'unité urbaine de Chaulnes, une unité urbaine monocommunale constituant une ville isolée,. Par ailleurs la commune fait partie de l'aire d'attraction de Chaulnes, dont elle est la commune-centre,. Cette aire, qui regroupe 4 communes, est catégorisée dans les aires de moins de 50 000 habitants,.

### Occupation des sols

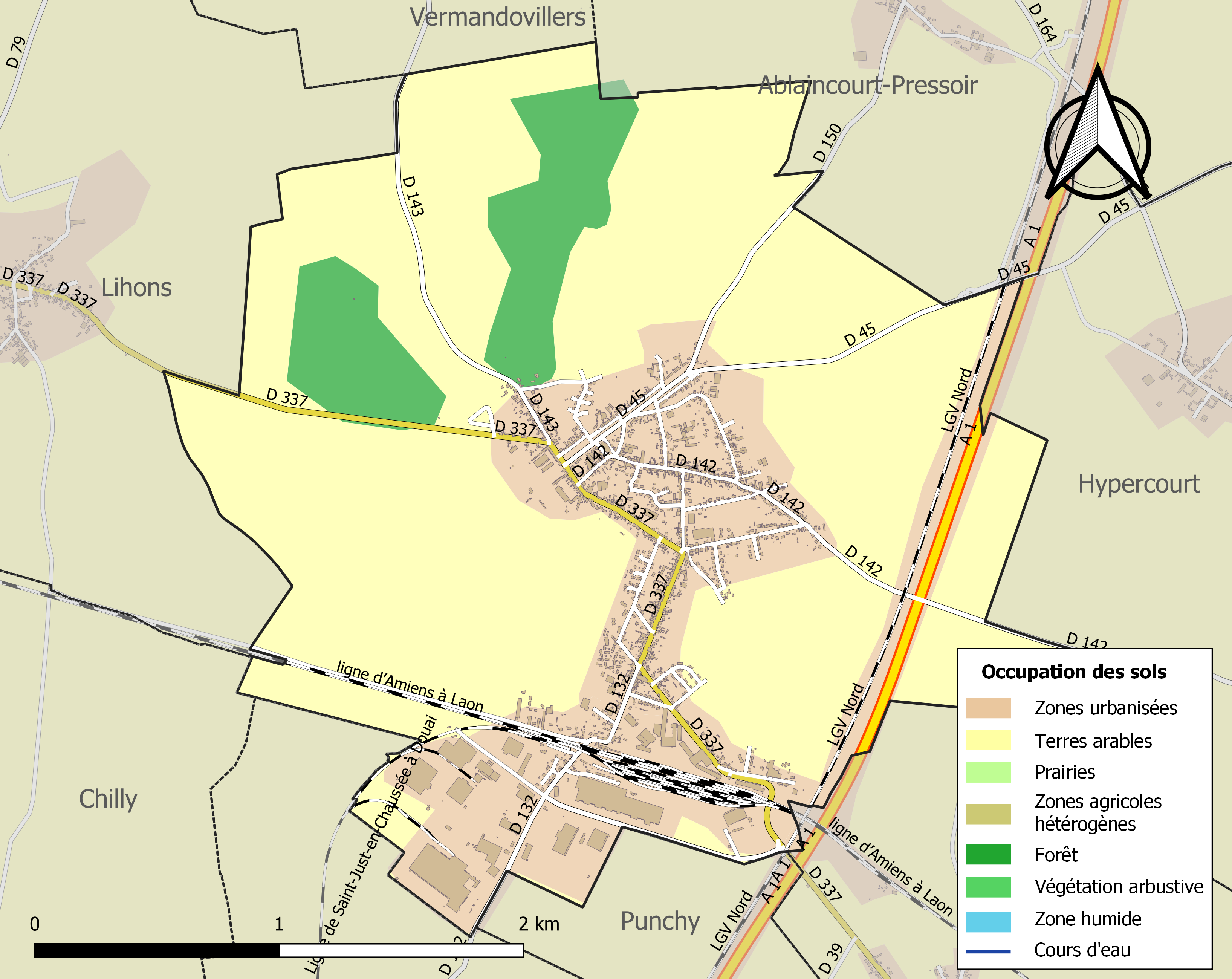
Carte des infrastructures et de l'occupation des sols de la commune en 2018 (CLC).

L'occupation des sols de la commune, telle qu'elle ressort de la base de données européenne d'occupation biophysique des sols Corine Land Cover (CLC), est marquée par l'importance des territoires agricoles (65 % en 2018), en diminution par rapport à 1990 (71 %). La répartition détaillée en 2018 est la suivante :
terres arables (65 %), zones industrielles ou commerciales et réseaux de communication (14,2 %), zones urbanisées (12,8 %), forêts (8 %). L'évolution de l'occupation des sols de la commune et de ses infrastructures peut être observée sur les différentes représentations cartographiques du territoire : la carte de Cassini (XVIIIe siècle), la carte d'état-major (1820-1866) et les cartes ou photos aériennes de l'IGN pour la période actuelle (1950 à aujourd'hui).

### Morphologie urbaine
L'urbanisation de Chaulnes s'étale essentiellement le long de la route départementale 337, qui traverse et structure ainsi la commune. De ce fait, il est difficile de dégager nettement un centre. La mairie et l'église sont situées face à face, de part et d'autre d'une longue et belle place, typique de la Picardie, mais pratiquement sans animation commerciale sauf les jours de marché. Les commerces sont situés de façon disséminée dans le secteur qui va du chevet de l'église jusqu'à l'ancienne gendarmerie, et dans la longue rue qui mène à la gare.

### Habitat et logement
En 2018, le nombre total de logements dans la commune était de 993, alors qu'il était de 910 en 2013 et de 876 en 2008.
Parmi ces logements, 90,3 % étaient des résidences principales, 1,5 % des résidences secondaires et 8,2 % des logements vacants. Ces logements étaient pour 83,8 % d'entre eux des maisons individuelles et pour 16 % des appartements.
Le tableau ci-dessous présente la typologie des logements à Chaulnes en 2018 en comparaison avec celle de la Somme et de la France entière. Une caractéristique marquante du parc de logements est ainsi une proportion de résidences secondaires et logements occasionnels (1,5 %) inférieure à celle du département (8,3 %) et à celle de la France entière (9,7 %). Concernant le statut d'occupation de ces logements, 56,8 % des habitants de la commune sont propriétaires de leur logement (57,2 % en 2013), contre 60,3 % pour la Somme et 57,5 % pour la France entière.
| Typologie                                               | Chaulnes | Somme | France entière |
| ------------------------------------------------------- | -------- | ----- | -------------- |
| Résidences principales (en %)                           | 90,3     | 83,3  | 82,1           |
| Résidences secondaires et logements occasionnels (en %) | 1,5      | 8,3   | 9,7            |
| Logements vacants (en %)                                | 8,2      | 8,4   | 8,2            |

Depuis les années 1960-1970, des lotissements de maisons individuelles sont venus densifier l'occupation humaine à l'ouest de cette longue artère.

### Voies de communication et transports
Chemin de fer

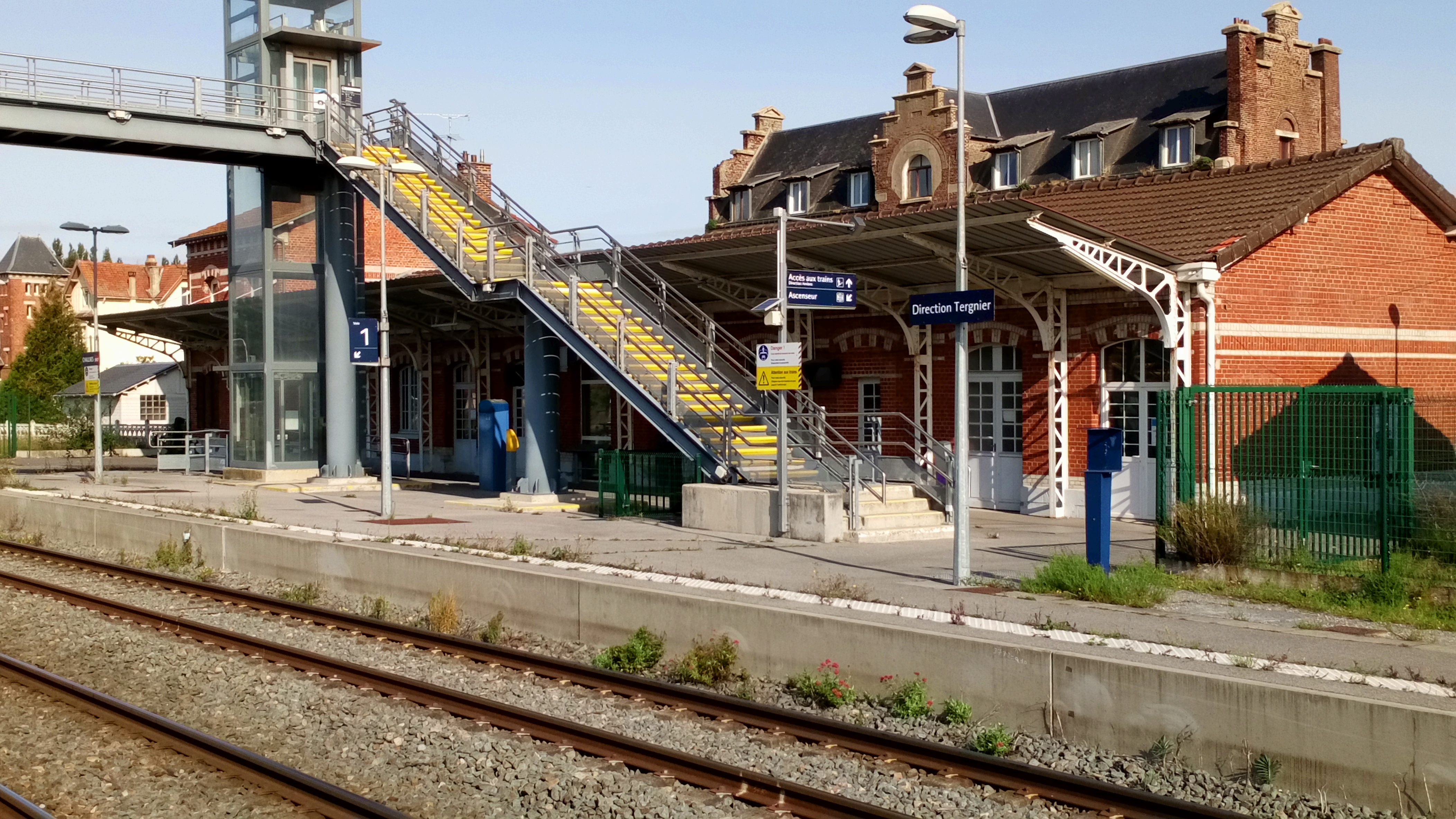
La gare de Chaulnes.

Implantée au sud de la commune sur la ligne d'Amiens à Laon, la gare de Chaulnes est aujourd'hui desservie par les TER de la SNCF qui en trente minutes environ la relient vers l'ouest à Amiens, préfecture du département et de la région, et vers l'est à Tergnier puis à Laon dans le département voisin de l'Aisne. Elle est également desservie par des cars de la SNCF qui la relient, au nord à Péronne puis Roisel et, au sud à Montdidier.
À environ 3 km au nord de Chaulnes, se situe la gare TGV Haute-Picardie qui la relie aux principales villes françaises, mais aussi à l'aéroport de Paris-Charles-de-Gaulle, et ainsi à Bruxelles et Londres. Dans ces conditions, l'aéroport de Paris, au sud, et Lille, au nord, sont à moins de trente minutes.
Routes
Le déclin du trafic ferroviaire n'a pas pénalisé Chaulnes car la commune est située à distance équivalente — une dizaine de kilomètres — des deux sorties « Roye » et « Péronne » de l'autoroute « Paris–Lille / Paris–Valenciennes–Bruxelles / Paris–Calais–Londres » (autoroute « A1 » »). En outre, sa position s'est trouvée renforcée par la construction dans les années 1990 et 2000, à 3 km de Chaulnes, de la gare TGV Haute-Picardie — sur la ligne TGV Paris-Lille-Bruxelles-Londres — et d'un accès à l'autoroute Le Havre-Amiens-Saint-Quentin (autoroute « A29 »).
Chaulnes est également un carrefour routier secondaire : la commune est traversée d'une part par la route départementale 337 qui la relie vers l'ouest à Amiens et vers le sud-est à Nesle, et d'autre part au sud elle est le point de départ de la départementale 132 qui permet de rejoindre Roye et, au nord-est, elle est le point de départ de la départementale 150 qui permet de rejoindre Péronne, ou Saint-Quentin si l'on poursuit vers l'est par la départementale 1029. La départementale 337 permet aussi d'accéder, à une distance de 4 km en direction de Nesle, à la départementale 1017 qui est la liaison routière historique entre Paris et Lille puis la Belgique : l'« ex-nationale 17 », d'axe sud-nord évidemment.

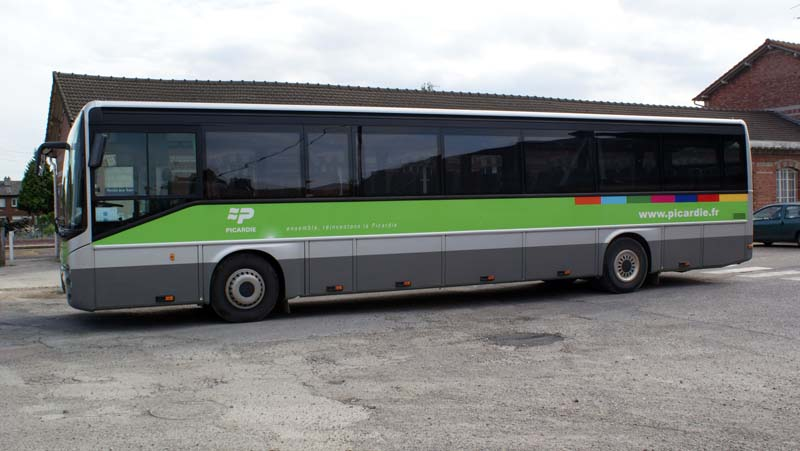
Autocar Roisel-Montdidier à Chaulnes en 2009

En 2019, la localité est desservie par les autocars du réseau inter-urbain Trans'80, Hauts-de-France (ligne no 44, Montdidier - Chaulnes - Péronne - Roisel, ligne no 47).

## Toponymie
On trouve dans les textes anciens, les formes suivantes pour désigner Chaulnes : Cenla ; Centla (889...) ; Cenlula (1103.) ; Chanle (1123.) ; Chaule (1214.) ; Chaula (1214.) ; Chaules (1369.) ; Chaulle (xve siècle.) ; Chaulnes (1557.) ; Chaunes (1563.) ; Chaulne (1573.) ; Chaune (1579.) ; Calnæ (1751.) ; Calneiæ.
L'origine pourrait être :
- la frontière : calx (« car il se trouvait à l'extrémité du Vermandois et du diocèse de Noyon[15] ») ;
- la chaussée : calceia (« parce que le grand chemin de Chaulnes à Nesle traverse Puiseaux dédié à saint Vaast[15] ») ;
- Charles : chaalis (« qui serait le nom du fondateur[15],[16] »).

## Histoire

### Moyen Âge
On ne trouve pas trace écrite de l'existence de Chaulnes avant le XIIe siècle. Dans une charte de l'évêque de Noyon, Baudry, datant de 1103, il est fait mention de l'autel de Chaulnes, ce qui induit la présence d'une église pour l'abriter.
Dans une charte de 1116, il est fait mention des premiers seigneurs de Chaulnes, qui « paraissent issus des châtelains de Péronne ».
Dans un dénombrement de 1214, il est dit que Nevelon de Chaule, « homme-lige du roi de France », « tient du roi suzerain la forteresse de Chaule avec la terre arable qui en dépend… ».
En 1288 le trouvère sarrasin relate la participation du « sire Jehan de Chanle » au « tournoi de Hem ». Le 5 juin 1307, Gilles de Chanle fonde la chapelle de la paroisse.
« Messire de Boissy, seigneur de Chaulnes » meurt à la bataille d'Azincourt en 1415, ainsi que « Jean de Chaule, seigneur de Bretigny ».
« Marguerite de Mailly, veuve de Messire de Boissy », « dame de Chaulnes et du grand manoir de Lihons », épouse en « secondes noces Gilles III de Soyécourt » ; elle laisse la seigneurie de Chaulnes à sa belle-sœur Marie de Boissy qui a épousé Jean de Brimeu : leur fille unique Jeanne épouse Antoine d'Ongnies, « d'une famille originaire des Pays-Bas », qui prend par cette alliance le titre de » seigneur de Chaulnes ». Leur fils Gilles d'Ongnies, seigneur de Chaulnes et époux d'Antoinette de Beaufort, meurt à la bataille de Montlhéry en 1465. Le fils de Gilles et Antoinette, Philippe d'Ongnies, épouse Suzanne Lhuillier, fille du seigneur de Manicamp.
Le château de Chaulnes est détruit par les Bourguignons en 1471.

### Époque moderne
Le baron Louis Ier d'Ongnies — fils de Philippe d'Ongnies et de Suzanne Lhuillier — et son épouse Antoinette de Rasse font construire à partir de 1555 le magnifique château de Chaulnes.
Par lettres patentes enregistrées le 20 janvier 1563, la baronnie de Chaulnes est érigée en comté pour Louis Ier d'Ongnies. Il se fait remarquer aux sièges de Boulogne-sur-Mer, Calais et Dunkerque et à la bataille de Dreux. Il est ensuite gouverneur de Saint-Quentin.
Le roi Charles IX reçoit en 1567 au château de Chaulnes le serment d'obéissance du maire et des échevins d'Amiens.
Louis II d'Ongnies, comte de Chaulnes, « lieutenant-général de Picardie et chevalier des ordres du roi », petit-fils de Louis Ier, meurt en 1604 sans postérité. Comme Louise la sœur de Louis II est également sans descendance — bien que mariée à Philibert-Emmanuel d'Ailly — c'est la sœur de ce dernier, Claire-Charlotte d'Ailly, qui hérite du comté.
Claire-Charlotte d'Ailly épouse en 1619 Honoré d'Albert (1581-1649), lieutenant-général de Picardie et maréchal de France, et lui porte en dot le comté qu'elle vient elle-même de recevoir. La même année, Honoré d'Albert est créé 1er duc de Chaulnes « par une nouvelle faveur » de Louis XIII.
En outre, en 1621, Chaulnes est érigé en duché-pairie au profit du même Honoré d'Albert.
Le château de Chaulnes est agrandi et embelli au XVIIe siècle. Il comprend alors, autour d'une cour carrée, quatre corps de bâtiment cernés de douves, entourés d'un parc à la française de 70 hectares, parc équipé de pompes hydrauliques pour alimenter les bassins,,. Il reçoit la visite de Louis XIII et de la reine Anne d'Autriche en 1632, Richelieu en 1640, Louis XIV et la reine Marie-Thérèse d'Espagne en 1671, Madame de Sévigné en 1689.

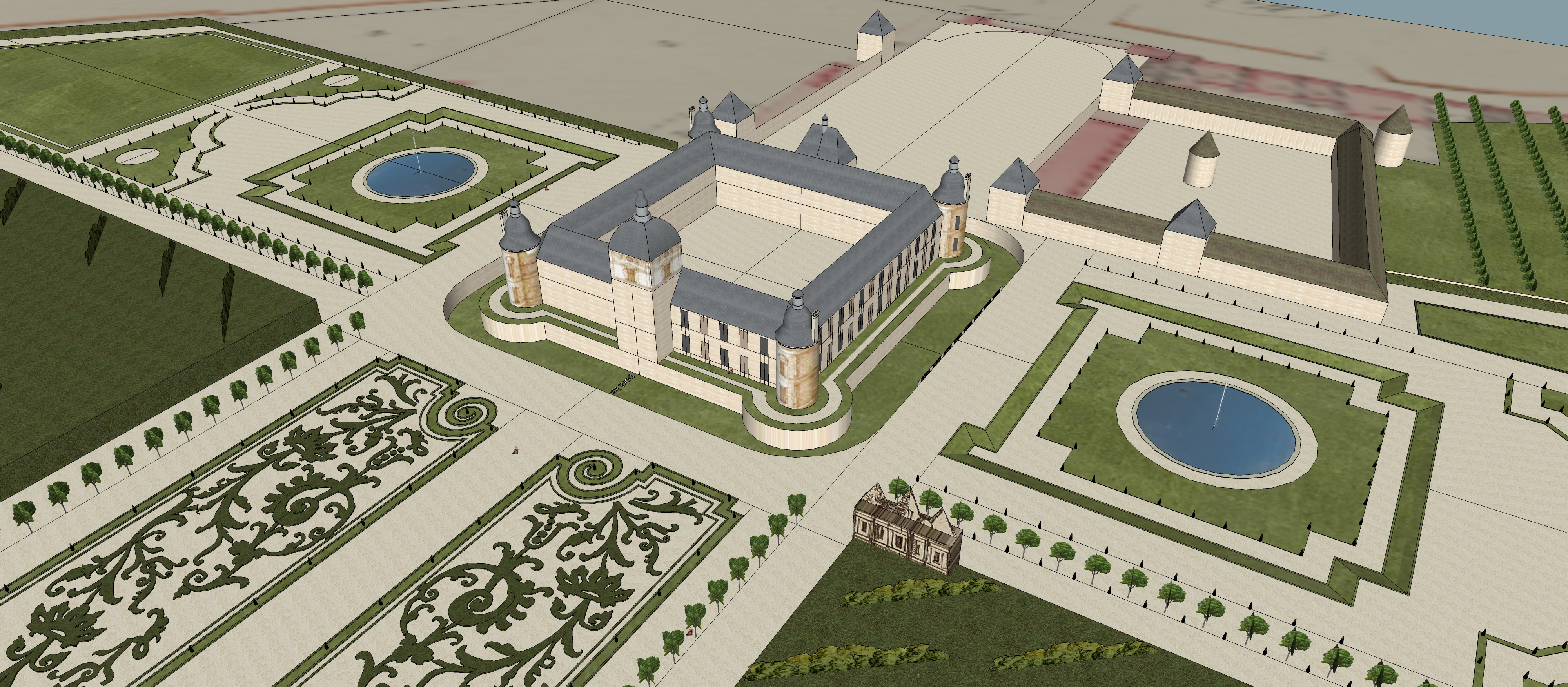
Le château de Chaulnes vers 1690.

Charles d'Albert d'Ailly (1625-1698), fils d'Honoré d'Albert, est le 3e duc de Chaulnes à la suite de son frère, mort en 1653. Il est successivement lieutenant-général des armées du roi Louis XIV, commandant en chef pour le roi en Bretagne, puis en Guyenne. Il n'a pas de descendance et, à la demande de sa mère, Claire-Charlotte Eugénie d'Ailly, le titre est transféré à la maison d'Albert de Luynes, en l'occurrence à Charles-Honoré d'Albert de Luynes, duc de Chevreuse, sinon à la descendance de ce dernier. Charles-Honoré d'Albert devient ainsi le 4e duc de Chaulnes ; il meurt en 1717 à l'âge de 67 ans.

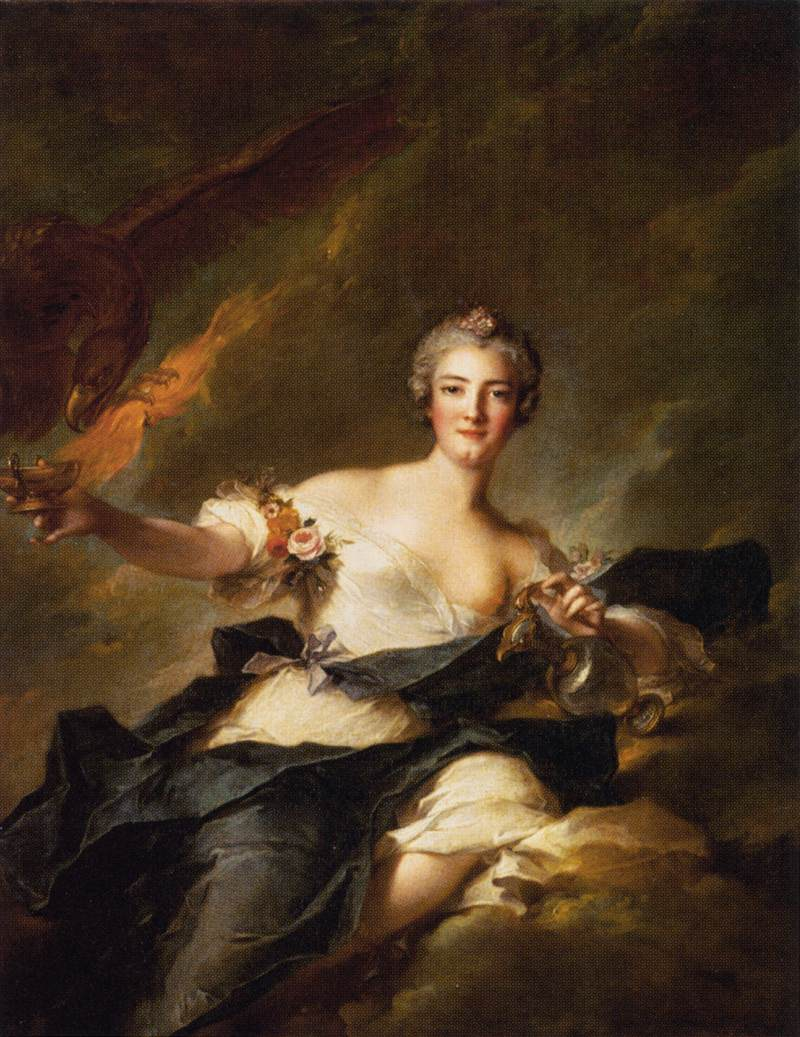
Jean-Marc Nattier : Portrait d'Anne-Josèphe Bonnier de La Mosson, duchesse de Chaulnes en Hébé, 1744, Paris, musée du Louvre.
Il s'agit de l'épouse de Michel Ferdinand d'Albert d'Ailly, 6e duc de Chaulnes.

Louis-Auguste d'Albert d'Ailly (1676-1744), devient à son tour le 5e duc de Chaulnes en 1717. Il est aussi pair de France,. Officier, il termine sa carrière militaire en étant élevé en 1741 à la dignité de maréchal de France. Il épouse Marie Anne Romaine de Beaumanoir-Lavardin (1688-1745). Le titre de duc de Picquigny est transféré de son vivant à ses fils, dès 1729, en l'occurrence au premier de ceux-ci, Charles-François. Le titre de duc de Chaulnes aurait également été transféré à la même occasion.
Charles-François d'Albert d'Ailly (1707-1731), fils du précédent, porte également le titre de duc de Chaulnes pendant deux ans, de 1729 à sa mort prématurée car il n'a que 24 ans.
Michel Ferdinand d'Albert d'Ailly (1714-1769), devient, comme son frère, le 5e duc de Chaulnes, mais seulement en 1744 à la mort de son père qui, cette fois, ne fait pas le transfert de son vivant. Il est officier, lieutenant général des armées du roi Louis XV, gouverneur et lieutenant général pour le roi de la province de Picardie. Il s'intéresse aussi aux sciences, notamment comme astronome et physicien. Membre de l'Académie des sciences, il collectionne les instruments scientifiques, dont certains qu'il fait fabriquer suivant ses propres directives. Il installe à Chaulnes un observatoire, où il convie ses amis. Il possède aussi une importante bibliothèque, pour partie à Chaulnes, pour partie dans son hôtel particulier parisien, aujourd'hui siège de l'École des Mines. Le 23 février 1734, il avait épousé Anne-Josèphe Bonnier de La Mosson, dame du palais de Marie Leszczynska, reine de France, que l'on peut voir aujourd'hui au Louvre dans un célèbre tableau de Nattier. Le portrait de son époux en Hercule, peint également par Nattier, est également au Louvre.
Michel Ferdinand d'Albert d'Ailly, duc de Chaulnes, fait construire sur la gauche de l'avant cour du château de Chaulnes, le grand commun, vaste édifice en brique et pierre, qui subsiste jusqu'à la Première Guerre mondiale. Il fait aussi reconstruire en brique et pierre l'église paroissiale de Chaulnes, dans un élégant style néo-classique. Cette église est également détruite pendant la Première Guerre mondiale. Ces importantes dépenses obèrent sa fortune, dont une partie est saisie par ses créanciers lorsqu'il meurt. Le duché de Picquigny, notamment, est alors vendu et sort définitivement de la famille.
Le fils de Michel Ferdinand, Louis Joseph d'Albert d'Ailly (1741-1792), est le 6e duc de Chaulnes et le dernier ayant vécu à Chaulnes. Également passionné par les sciences, il est chimiste et vit dispendieusement. Après son mariage en 1758 avec sa cousine Marie Paule Angélique d'Albert de Luynes, il entreprend un long voyage en Égypte  en 1763. En 1775, il met au point un procédé pour préparer de l'eau acidulée et, peu après, une méthode pour porter secours aux asphyxiés au gaz carbonique.
Peu avant la Révolution française, il revient à Chaulnes où il termine sa vie, ruiné et en mauvaise santé physique et mentale : il y meurt le 24 octobre 1792 .
Après lui, le titre de duc de Chaulnes est porté par la maison d'Albert de Luynes, laquelle n'a plus de lien direct avec la ville de Chaulnes.

### Révolution française et Empire
En 1806, le château et son domaine sont vendus par adjudication au tribunal de la Seine à la requête des créanciers. Le château est adjugé à monsieur Bourdon qui le fait démolir en grande partie, pour servir à la construction de son château d'Omiécourt , dans la commune limitrophe.
L'ancien grand commun est conservé et devient le château de Chaulnes.
En 1811, le reste du domaine — 350 hectares — est acquis par un ancien notaire de Beauvais, monsieur Boulanger, qui en fait don à son petit-neveu le comte Félix Bellator de Beaumont à l'occasion de son mariage ,.

### Époque contemporaine

#### XIXesiècle
Le développement de Chaulnes s'affirme au XIXe siècle avec, le 1er juillet 1867, la mise en service de la voie ferrée Amiens-Tergnier par la Compagnie des chemins de fer du Nord et l'inauguration de la gare de Chaulnes. Celle-ci a été un important nœud ferroviaire jusque dans les années 1960. Elle était située au croisement de la ligne d'Amiens à Laon et de l'ancienne ligne de Saint-Just-en-Chaussée à Douai.
Pendant la guerre franco-allemande de 1870, les Chaulnois ont à souffrir des rigueurs de l'occupation prussienne : ils doivent acquitter un tribut financier et subissent les réquisitions en nature.

#### Première Guerre mondiale
1914
- Premiers combats du 24 et 25 septembre, les Allemands installent leur poste de commandement au château. L'église et beaucoup de maisons du bourg sont brûlées et pillées. 
La population restante de Chaulnes est déportée en trois vagues : le 25 septembre, à 2 h du matin, 54 personnes sont dirigées sur Vermandovillers puis Soyécourt, Belloy-en-Santerre, Misery où elles sont enfermées dans l'église, puis, le 30 septembre, 60 Chaulnois les rejoignent. Ils sont ensuite tous dirigés sur Villers-Carbonnel et Péronne. Le 3 octobre, les femmes, les vieillards et les jeunes enfants sont libérés et les hommes sont déportés dans des wagons à bestiaux à Mons en Belgique où, après un arrêt de deux jours, ils reprennent leur périple pour l'Allemagne ; ils sont détenus au camp de Darmstadt. 
Un troisième groupe de 30 Chaulnois est déporté en Allemagne le 16 octobre, trois d'entre eux meurent en captivité ; certains sont libérés en 1915.
- Chaulnes devient le principal point d'appui allemand de deuxième ligne. Le parc du château est occupé par l'armée allemande qui y construit des ouvrages souterrains, des abris de mitrailleuses et des observatoires bétonnés[35]. Des blockhaus, toujours visibles sont construits près de la gare.

1916-1917
- 1er juillet - 16 décembre 1916 : bataille de la Somme. Les Allemands retranchés dans Chaulnes résistent à tous les assauts. La ville est libérée le 18 mars 1917 à la suite du repli planifié de l'armée allemande sur la ligne Hindenburg.

1918
- Bataille du Santerre, dans le cadre de la bataille du Kaiser. Début de l'offensive allemande le 21 mars, les Britanniques évacuent Chaulnes le 25, les Allemands y arrivent le 26.
- Le 8 août 1918, début de la contre-offensive alliée : les Allemands retranchés dans Chaulnes repoussent les assauts britanniques pendant vingt jours. Les Australiens encerclent Chaulnes et la libèrent le 28 août 1918 [36],[37].

Le bourg est considéré comme détruit à la fin de la guerre,, et a été décoré de la Croix de guerre 1914-1918, le 27 octobre 1920.

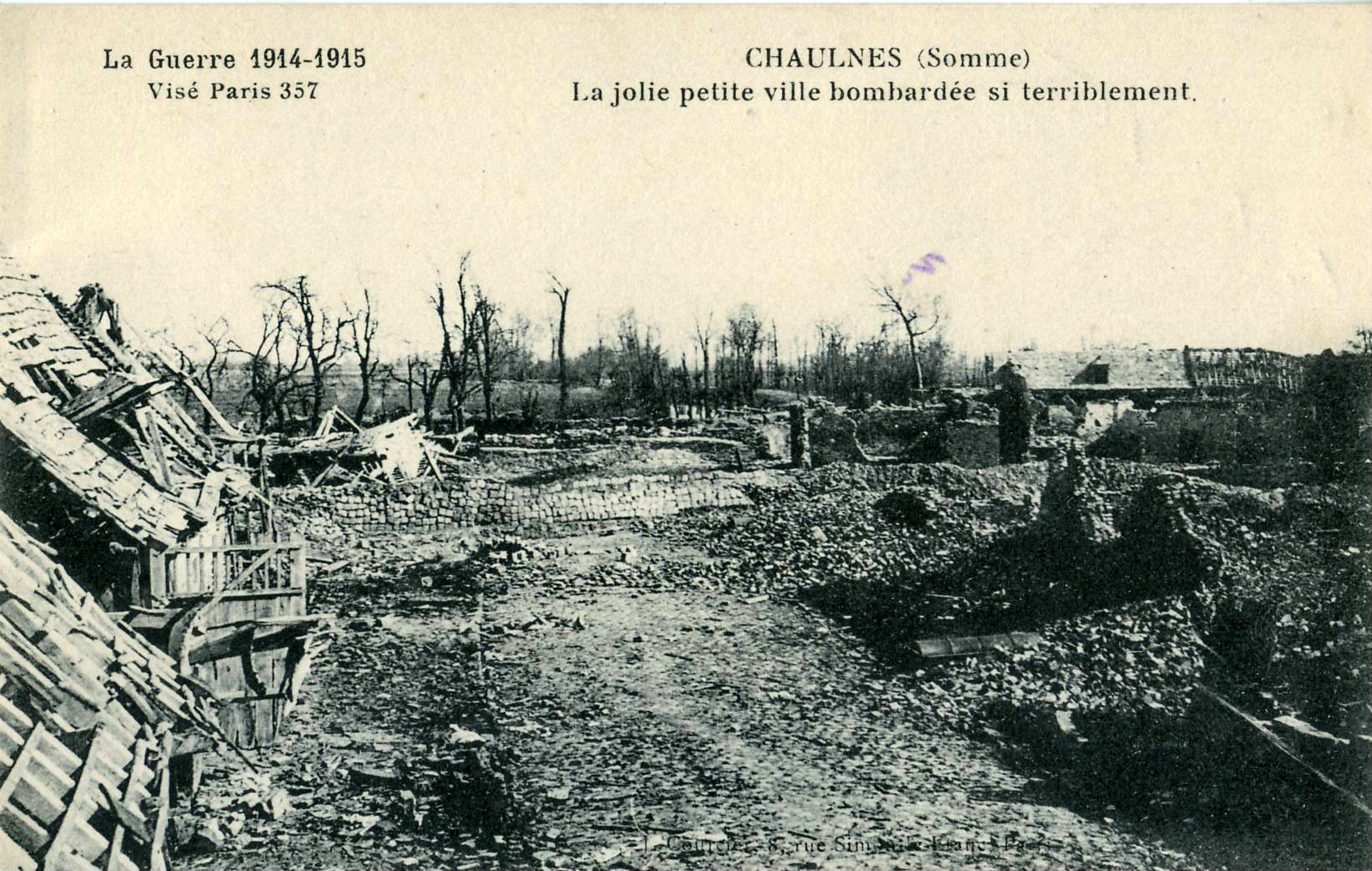
Chaulnes en 1915.
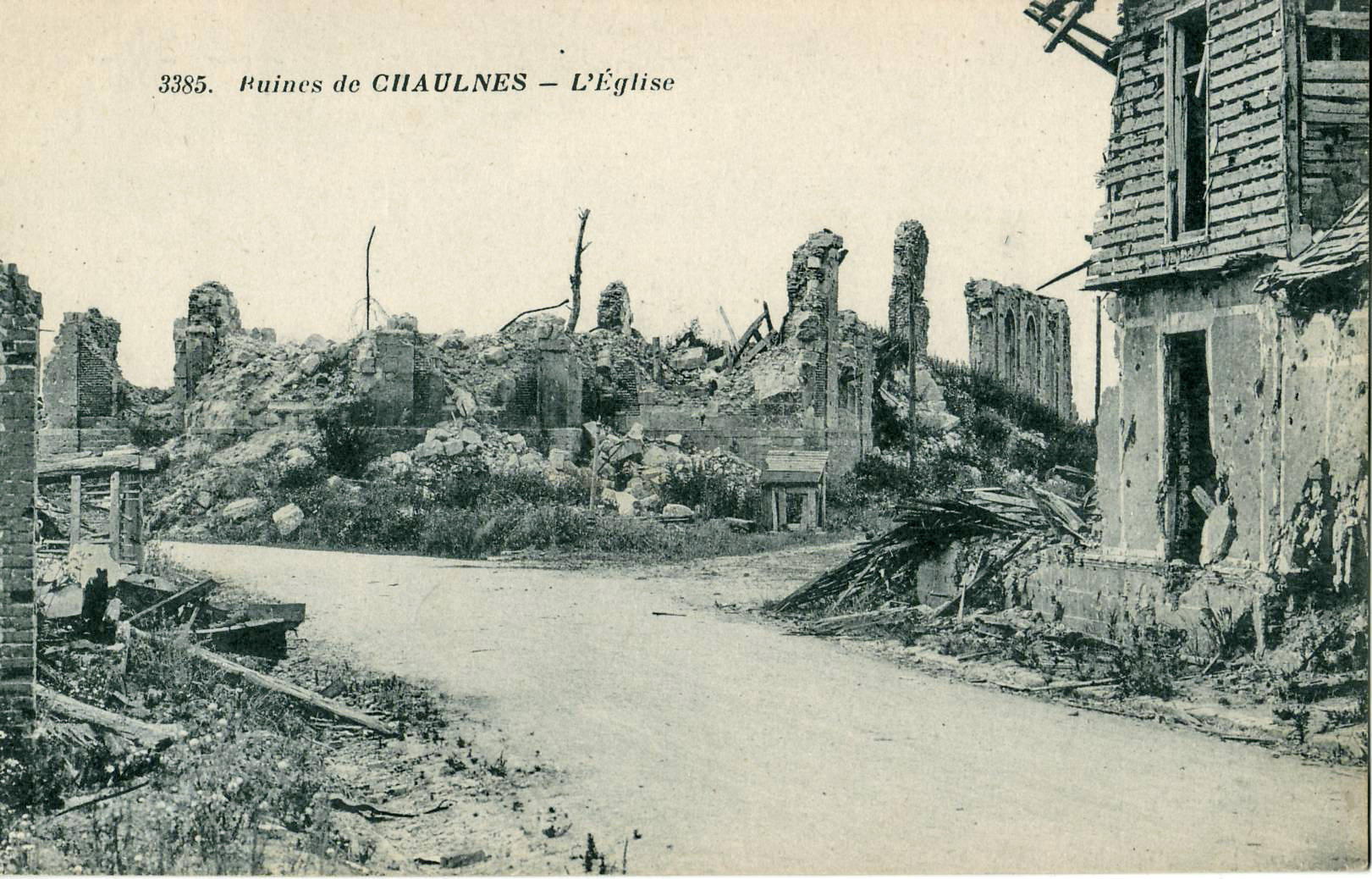
L'église de Chaulnes en ruines après la Première Guerre mondiale.
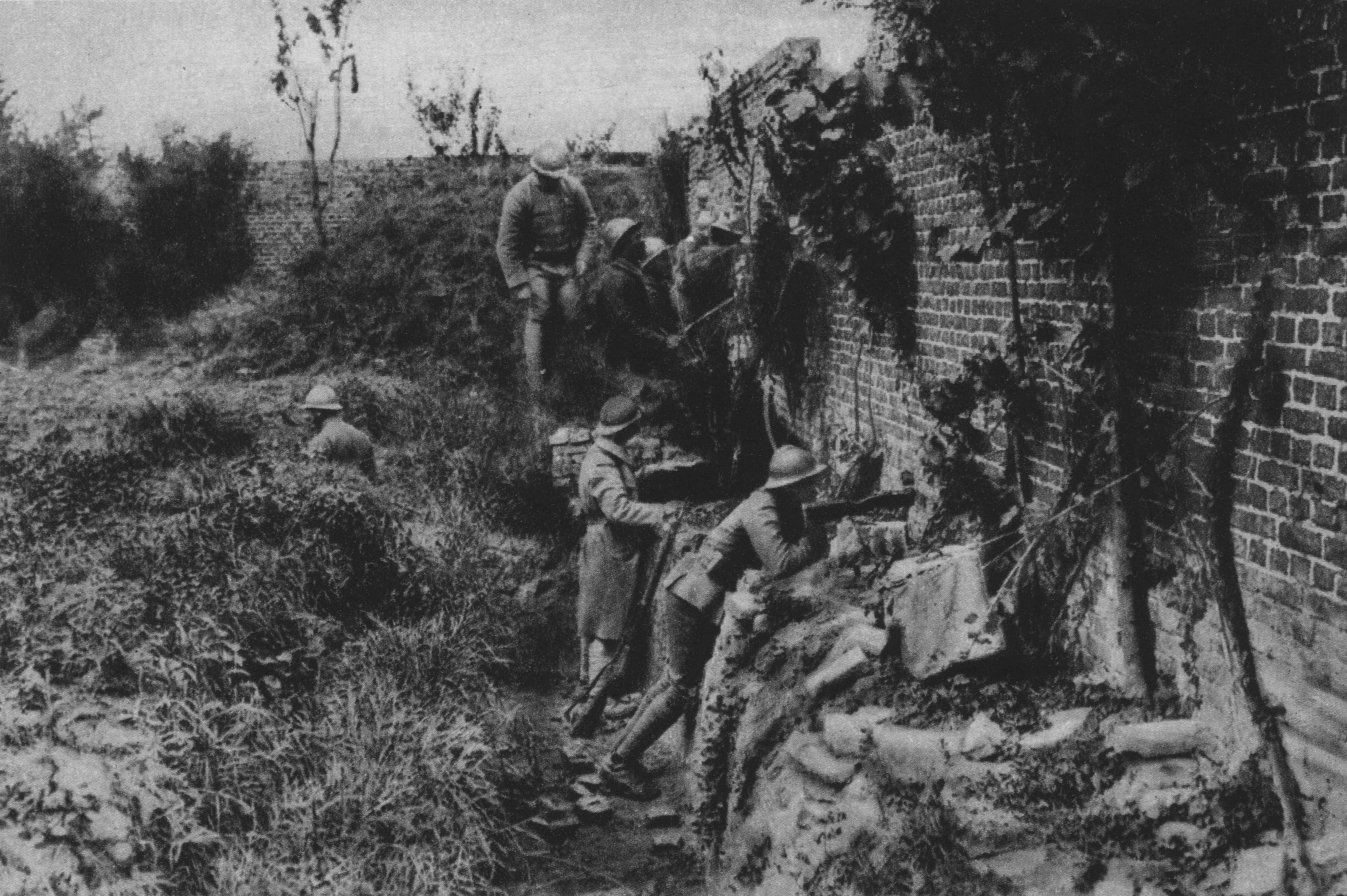
Pendant la Grande Guerre, près de Chaulnes, des soldats français en poste avancé, protégés derrière un mur, attendent l'ennemi tout proche.

#### Entre-deux-guerres
À l'issue de la guerre, Chaulnes, située dans la « zone rouge » du Santerre et totalement ruinée, ne doit pas, comme les villages environnants, être reconstruite. Elle l'est néanmoins grâce à la ténacité de ses habitants .

#### Seconde Guerre mondiale
Pendant la « drôle de guerre » du 3 septembre 1939 au 10 mai 1940, Chaulnes est située sur la ligne de guet « R », ligne d'alerte pour Paris en cas d'attaque aérienne.
1940, Chaulnes victime de bombardements aériens allemands, au cours de la bataille de France :
- 15 mai : première attaque aérienne allemande sur la gare de Chaulnes ;
- 17 mai : l'ordre préfectoral d'évacuer les communes est diffusé par télégramme à l'ensemble des maires du Santerre ;
- 18 mai : second bombardement allemand de la gare de Chaulnes ;
- 22 mai : les troupes françaises arrivent à Chaulnes ;
- 5 juin : attaque générale allemande sur le Santerre ;
- 6 juin : Chaulnes encerclée tombe aux mains des Allemands ; le lieutenant Roger Terpraut de l'état-major du 210e régiment d'artillerie lourde divisionnaire et le sous-lieutenant Charles Grenier, radiotélégraphiste du 8e régiment du génie, sont faits prisonniers puis sont exécutés par les soldats allemands[Note 9].

Réfugiés et prisonniers de guerre à Chaulnes, après la signature de l'armistice du 22 juin 1940 :
- 23 juillet : retour des évacués, deux cent cinquante personnes arrivent à Chaulnes ; les réfugiés des villages situés au nord de la Somme ne peuvent rentrer chez eux ; un camp d'accueil est ouvert à Chaulnes ; par ailleurs, le Frontstalag 204, camp de prisonniers français, est installé par les Allemands dans la ferme de l'ancien château.

Sabotage de câbles téléphoniques à Chaulnes en 1942
- des câbles téléphoniques de la Wehrmacht ayant été coupés clandestinement, la Kommandantur met en demeure le maire de Chaulnes, Jules Bourry, d'établir la liste nominative des hommes de la commune qui sont âgés de 15 à 65 ans ; un tour de garde auprès de chaque poteau téléphonique est imposé aux habitants.

La Resistance chaulnoise en 1944 :
- mars 1944 : Jacques Bourry, du réseau de résistance Libération-Nord (« Libé-Nord ») et fils du maire de Chaulnes de l'époque, Jules Bourry, entend un message de la BBC prévenant la Résistance du secteur de Chaulnes qu'un parachutage d'armes doit avoir lieu à Éclusier-Vaux, village situé environ 15 km au nord, dans la vallée de la Somme ; le parachutage réussit, les armes sont réparties entre les groupes et évacuées après les avoir enfouies dans des tombereaux de fumier ; plus tard pendant l'été, Jacques Bourry participe à la libération de Péronne ; il apprend à ce moment-là que son père, le maire de Chaulnes, est lui aussi membre de « Libé-Nord » ;
- 23 mai 1944 : attaque aérienne anglaise sur des trains en gare de Chaulnes ;
- 6 juin 1944 : débarquement de Normandie, la Résistance du secteur de Chaulnes-Péronne reçoit pour mission de freiner au maximum les transports allemands au moyen de coupures de voies ferrées sur les lignes Amiens - Tergnier et Montdidier - Cambrai ;
- 17 juin 1944 : l'avion du pilote américain William de Bose est abattu au cours d'un bombardement de la gare de Chaulnes ; pris en charge par Stacho et Georges Chuilek, ouvriers agricoles à la ferme du château, il est caché et soigné par Mlle Rouge puis chez Édouard Leblanc ; muni de faux papiers, il peut ensuite gagner Lens, sous la conduite de deux résistants.

Libération de Chaulnes :
- 20 juillet 1944 : lors d'un bombardement allié, cent vingt bombes sont larguées sur la gare de Chaulnes, le jour même de l'attentat contre Hitler dans son Quartier général de Rastenburg en Prusse-Orientale ;
- les 7 et 13 août 1944 : mitraillage de la gare ;
- 8 août 1944 : nouveau bombardement allié, vingt bombes sont larguées sur la gare ; sur juillet et août, sept cheminots sont tués pendant les attaques aériennes ;
- fin août 1944 : retraite des troupes allemandes, les soldats prennent de force les vélos des habitants. Chaulnes est libérée par l'Armée américaine l'après-midi du 1er septembre.

#### Trente Glorieuses
Le 25 juin 1950 a lieu la cérémonie de remise de la croix de guerre 1939-1945 à la commune de Chaulnes en présence des autorités civiles et militaires du département et de l'Armée, des anciens combattants et de toute la population.

#### XXIesiècle
La ville est desservie par la gare de Chaulnes sur la ligne d'Amiens à Laon, et est à 3 km de la gare TGV Haute-Picardie qui la relie aux principales villes françaises, à l'aéroport de Paris-Charles-de-Gaulle, à Bruxelles et Londres.
Compte tenu de cette excellente desserte, un projet de troisième aéroport en région parisienne a été envisagé à Chaulnes en 2001. Fortement contesté par les riverains, ce projet a été abandonné au profit d'un accroissement des capacités de l'Aéroport de Paris-Charles-de-Gaulle.

## Politique et administration

### Rattachements administratifs et électoraux

#### Rattachements administratifs
La commune se trouve dans l'arrondissement de Péronne du département de la Somme
Elle était depuis 1793 le chef-lieu du canton de Chaulnes. Dans le cadre du redécoupage cantonal de 2014 en France, cette circonscription administrative territoriale a disparu, et le canton n'est plus qu'une circonscription électorale.

#### Rattachements électoraux
Pour les élections départementales, la commune fait partie depuis 2014 du canton de Ham
Pour l'élection des députés, elle fait partie depuis 1958 de la cinquième circonscription de la Somme.

### Intercommunalité
La commune était adhérente de la communauté de communes de Haute-Picardie créée en 1994 sous le nom de communauté de communes de Chaulnes et environs, et qui a pris sa dénomination de communauté de communes de Haute-Picardie en 1999.
Dans le cadre des dispositions de la loi portant nouvelle organisation territoriale de la République du 7 août 2015, qui prévoit que les établissements publics de coopération intercommunale (EPCI) à fiscalité propre doivent avoir un minimum de 15 000 habitants, le préfet de la Somme propose en octobre 2015 un projet de nouveau schéma départemental de coopération intercommunale (SDCI) qui prévoit la réduction de 28 à 16 du nombre des intercommunalités à fiscalité propre du département.
Le projet préfectoral prévoit la « fusion des communautés de communes de Haute-Picardie et du Santerre », le nouvel ensemble de 17 954 habitants regroupant 46 communes,,. À la suite de l'avis favorable de la commission départementale de coopération intercommunale en janvier 2016, la préfecture sollicite l'avis formel des conseils municipaux et communautaires concernés en vue de la mise en œuvre de la fusion le 1er janvier 2017.
Cette procédure aboutit à la création au 1er janvier 2017 de la communauté de communes Terre de Picardie, dont la commune est désormais membre.

### Liste des maires
| Période                                  | Période                       | Identité         | Étiquette          | Qualité |
| ---------------------------------------- | ----------------------------- | ---------------- | ------------------ | --- |
| Les données manquantes sont à compléter. |                               |                  |                    | |
|                                          |                               |                  |                    | |
| 1919                                     | 1929                          | Gaston Jules     |                    | Agriculteur et négociant en vin                                                                                        |
| 1929                                     |                               | Jules Bourry     | SFIO               | Maire pendant la Seconde Guerre mondiale                                                                               |
|                                          |                               | M. Reuet         |                    | |
| Les données manquantes sont à compléter. |                               |                  |                    | |
| mars 1971                                | mars 1989                     | Serge Bayard     | SFIO puis UDF-MDSF | Agent de maîtrise SNCF, secrétaire FO des cheminots de Chaulnes Conseiller général du canton de Chaulnes (1973 → 1994) |
| mars 1989                                | juin 1995                     | René Caron       |                    | Directeur du collège de Chaulnes                                                                                       |
| juin 1995                                | En cours (au 22 février 2023) | Thierry Linéatte | PS                 | Instituteur Vice-président de la CC Terre de Picardie (2017 → ) Réélu pour le mandat 2020-2026,                        |

### Jumelages
Depuis 1969, Chaulnes est jumelée à la ville allemande de Edemissen, en Basse-Saxe, au centre de la partie nord de l'Allemagne, entre Brunswick (à environ 25 km) et Hanovre, la capitale du Land de Basse-Saxe (à environ 40 km). Jusqu'en 1990, avant la réunification des deux Allemagnes, Edemissen se trouvait à proximité de la frontière avec la République démocratique allemande. L'échange scolaire a repris en 2015.

## Équipements et services publics

### Eau et déchets
Chaulnes bénéficie depuis le début des années 2010 d'une nouvelle station d'épuration traitant les eaux usées de la ville, construite à proximité de la précédente qui a été désaffectée.
Le ramassage des ordures ménagères et des déchets recyclables et la gestion de la déchetterie, située entre les bourgs de Rosières-en-Santerre et Vauvillers, à environ 6 km de Chaulnes sont gérés par la communauté de communes Terre de Picardie.

### Enseignement
Les établissements scolaires de la commune dépendent de l'académie d'Amiens.
En 2012, la commune dispose sur son territoire de l'école maternelle « Au pays des enfants sages » et de l'école élémentaire Robert-Doisneau. Elle accueille aussi sur son territoire le collège Aristide-Briand.

### Santé
Chaulnes ne possède pas d'établissement hospitalier ; elle dépend pour cela des installations du chef-lieu d'arrondissement, Péronne, ou de celles du chef-lieu de département, Amiens.
La commune, est dotée d'une maison médicale regroupant depuis novembre 2017, plusieurs médecins généralistes et deux cabinets infirmiers. Une société de transport par ambulance est installée dans la commune depuis les années 1980.
La commune dispose de la crèche Les Pipious, une structure associative soutenue par la municipalité qui accueille de 35 à 40 bébés et bambins. Confrontée à un important déficit en 2019, elle est menacée de disparition en 2020 si des sources de financement ne sont pas trouvées,.

## Population et société

### Démographie
L'évolution du nombre d'habitants est connue à travers les recensements de la population effectués dans la commune depuis 1793. Pour les communes de moins de 10 000 habitants, une enquête de recensement portant sur toute la population est réalisée tous les cinq ans, les populations de référence des années intermédiaires étant quant à elles estimées par interpolation ou extrapolation. Pour la commune, le premier recensement exhaustif entrant dans le cadre du nouveau dispositif a été réalisé en 2005.

En 2022, la commune comptait 1 983 habitants, en évolution de −1,54 % par rapport à 2016 (Somme : −1,26 %, France hors Mayotte : +2,11 %).
| 1793  | 1800  | 1806  | 1821  | 1831  | 1836  | 1841  | 1846  | 1851  |
| ----- | ----- | ----- | ----- | ----- | ----- | ----- | ----- | ----- |
| 1 236 | 1 243 | 1 249 | 1 229 | 1 258 | 1 174 | 1 159 | 1 111 | 1 113 |

| 1856  | 1861  | 1866  | 1872  | 1876  | 1881  | 1886  | 1891  | 1896  |
| ----- | ----- | ----- | ----- | ----- | ----- | ----- | ----- | ----- |
| 1 100 | 1 059 | 1 170 | 1 165 | 1 380 | 1 307 | 1 242 | 1 126 | 1 217 |

| 1901  | 1906  | 1911  | 1921  | 1926  | 1931  | 1936  | 1946  | 1954  |
| ----- | ----- | ----- | ----- | ----- | ----- | ----- | ----- | ----- |
| 1 267 | 1 312 | 1 238 | 1 399 | 1 764 | 1 626 | 1 571 | 1 530 | 1 475 |

| 1962  | 1968  | 1975  | 1982  | 1990  | 1999  | 2005  | 2006  | 2010  |
| ----- | ----- | ----- | ----- | ----- | ----- | ----- | ----- | ----- |
| 1 495 | 1 483 | 1 550 | 1 616 | 1 785 | 1 901 | 1 892 | 1 881 | 1 954 |

| 2015  | 2020  | 2022  | - | - | - | - | - | - |
| ----- | ----- | ----- | - | - | - | - | - | - |
| 2 006 | 1 997 | 1 983 | - | - | - | - | - | - |

### Manifestations culturelles et festivités

#### Festival de musique métal
Chaulnes est le lieu où se déroule un festival de metal, le « Killer Fest ». Chaque année, il regroupe plus de cinq cents passionnés sur un week-end.
- Le Killer fest de 2007 a accueilli le groupe Obituary, groupe de death metal.
- En 2008, le festival change de nom et s'appelle désormais le « Chaulnes Metal Fest » avec la participation les 22 et 23 mars 2008 de groupes comme Hacride, Immolation ou Kronos.
- Début 2013, le « Chaulnes Metal Fest » est élu « festival le plus sympa de France » par le mensuel Hard Rock Magazine. L'édition 2013 réunit le groupe lillois Loudblast, le groupe compiégnois No Reason for Living — vainqueur du tremplin 2012 — et le groupe allemand Sodom, qui fête ses trente ans de carrière[64].
- La 17e édition du CHAULNES METAL FEST devrait se dérouler le 11 avril 2020.

#### Autres manifestations culturelles
- Organisation d'un marché campagnard tous les deuxièmes dimanches du mois, de 9 h à 12 h 30, par l'association « Les Trésors du Santerre » et les producteurs locaux.
- Fugu Chaulnes[65], Un événement annuel sur la culture geek et asiatique.
- Séances de dédicaces et concerts dans la librairie « Livres enchantés ».
- Spectacles organisés par l'école de musique de Haute Picardie École de musique de Haute-Picardie

### Sports et loisirs
Depuis les années 1980, la commune dispose d'installations sportives :
- vaste stade de football, avec tribune ;
- gymnase pour les sports de salle ;
- dojo pour le judo ;
- terrain de jeu de paume[Note 11].

Un club d'équitation est également installé dans la commune, dans les écuries de la ferme dite « Le Château ».

### Médias
Le principal quotidien local est Le Courrier picard, dont le siège social est à Lille.
Le Journal de Ham publie plus d'articles sur Chaulnes depuis le redécoupage cantonal de 2014 en France
Les autres moyens d'information locale sont les bulletins des collectivités locales et leurs sites Internet.

### Cultes
Seul le culte catholique est célébré chaque fin de semaine à Chaulnes dans l'église Saint-Didier.
La paroisse Notre-Dame de Haute-Picardie qui gère ces activités cultuelles est créée en janvier 2005, elle est basée à Chaulnes. Elle regroupe les anciennes paroisses de Chaulnes, Rosières-en-Santerre et Roye.
Il n'y a pas de lieu de culte musulman à Chaulnes.

## Économie
L'activité économique de Chaulnes repose d'une part sur l'agriculture, de la petite industrie mécanique et de l'industrie agro-alimentaire et, d'autre part, sur les services : logistique, commerce, poste, banque, office notarial, établissements scolaires — maternelle, primaire et collège —, cabinets médicaux et infirmiers, services d'ambulance et de taxi, aide à domicile...
Chaulnes est une bourgade qui offre un tissu commercial au rayonnement local : du commerce de détail de proximité et deux moyennes surfaces situées dans le centre-ville.
Ainsi, en dehors des magasins de vente au détail, les principales entreprises sont :
- quelques vastes exploitations agricoles pratiquant l'agriculture intensive ou raisonnée (pommes de terre, blé, betteraves…) ;
- Lunor, une usine de production de pommes de terre conditionnées sous vide et cuites à la vapeur (5e gamme) ;
- les Établissements Régnier dans le domaine de la mécanique (production de vérins hydrauliques, treuils et palans) ;
- les Établissements Pinet dans le domaine de la petite mécanique, serrurerie, métallerie ;
- les bases logistiques : Intermarché, Transports frigorifiques européens, CLD (Chaulnes Logistique distribution), qui étend en 2017 ses sept cellules d'entrepôt logistique de deux nouvelles cellules, portant ses installations à 43 000 m2[66].

À proximité de Chaulnes, à moins de 10 km, on trouve également d'autres pôles d'activité :
- le parc d'activités de la gare TGV Haute-Picardie ;
- d'importantes usines agro-alimentaires dans les villes voisines de Nesle et Rosières-en-Santerre ;
- les aires est et ouest d'Assevillers sur l'autoroute A 1 : distribution de carburants, hôtellerie et restauration.

À moins de 15 km, soit environ quinze minutes en voiture, se situent les pôles d'activité de Péronne et Roye.

## Culture locale et patrimoine

### Lieux et monuments

#### Monuments civils
- La mairie a été construite en 1924 par les architectes royens J. Jupin et A. Pilet. C'est un bâtiment en brique, surmonté d'un petit beffroi. La décoration intérieure n'a été terminée qu'en 1932[67].

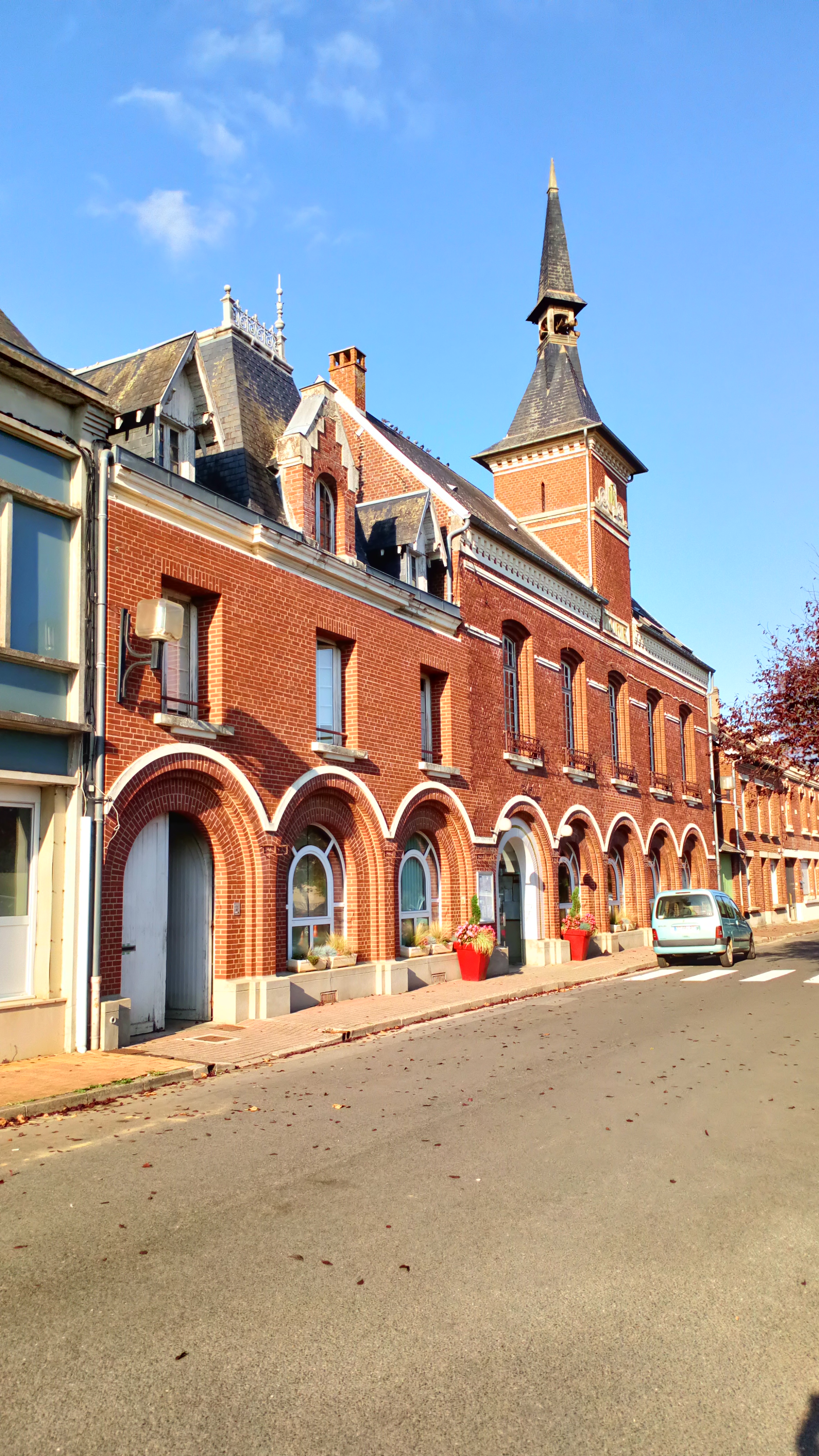
La mairie et son beffroi vus de l'ouest.
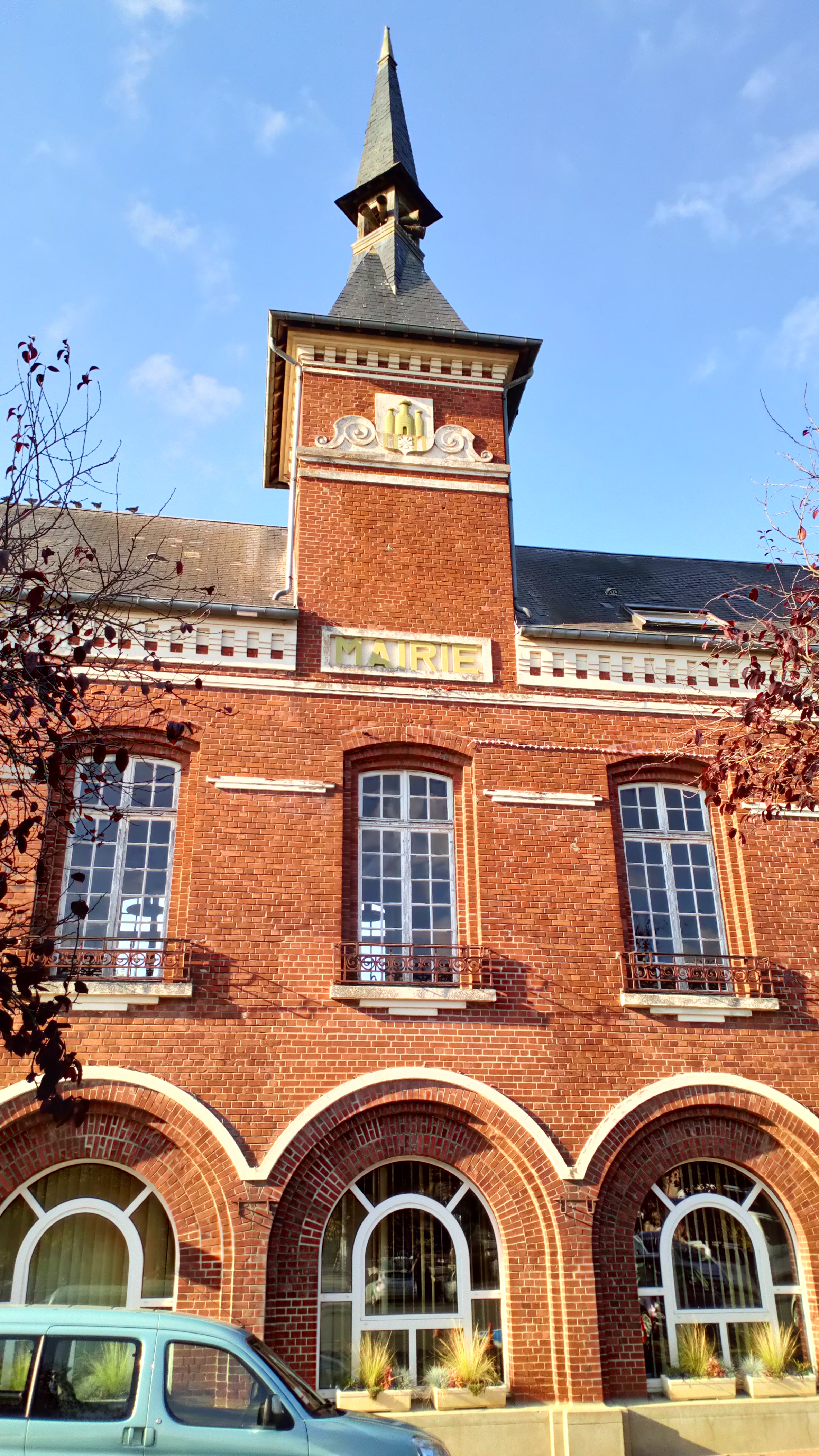
Vus du sud-ouest.
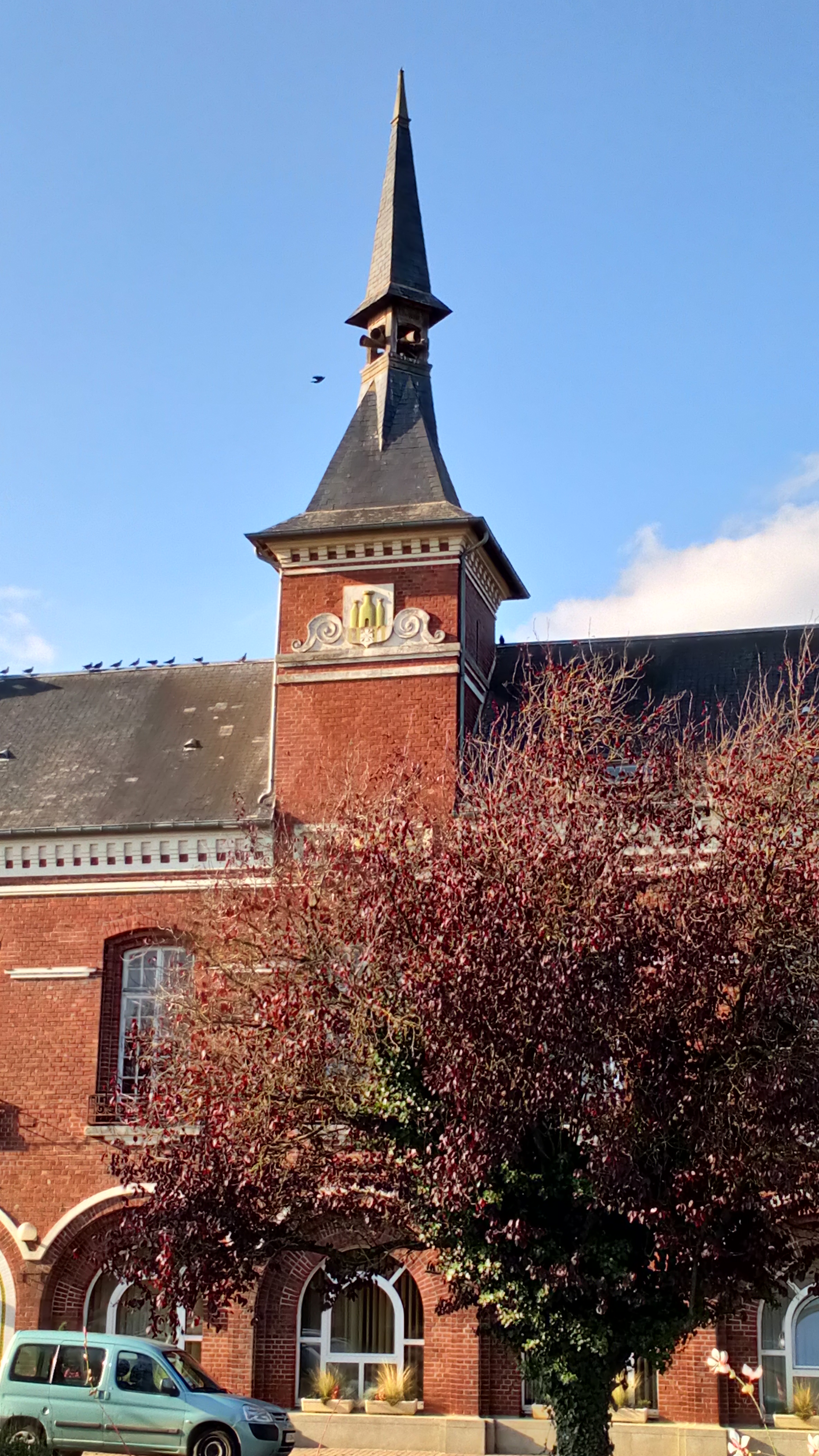
Vus du sud-est.
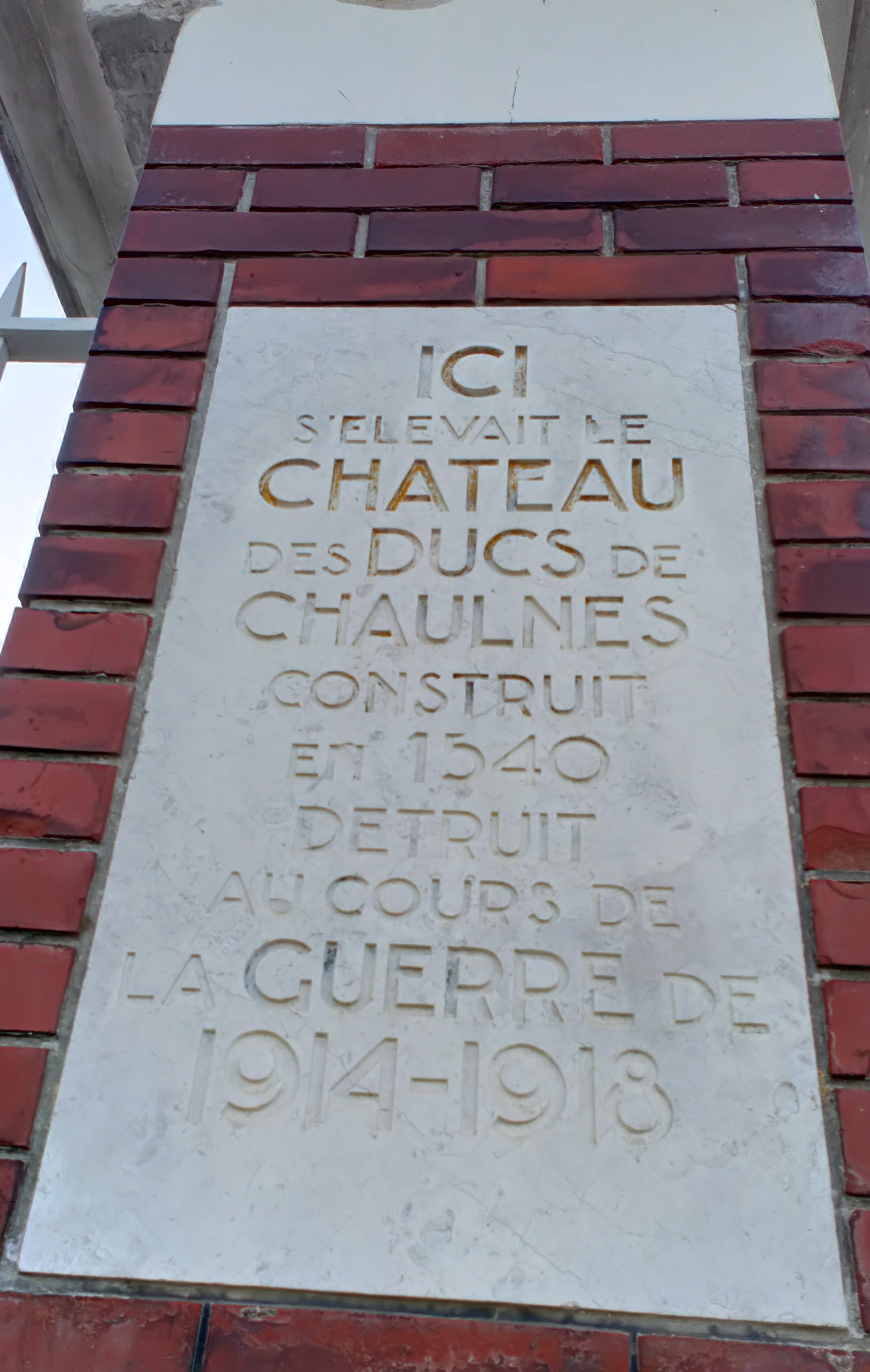
Plaque disposée à l'entrée de la ferme qui a remplacé le château de Chaulnes[Note 13].

- Monument à l'abbé Lhomond : Charles François Lhomond, grammairien et latiniste né à Chaulnes au XVIIIe siècle, auteur du célèbre manuel De viris illustribus dont la statue se dresse devant la mairie, sur la grand-place. 
Elle est due au ciseau d'Eugène-Louis Lequesne, érigée en 1860 par souscription publique. Une réplique, réalisée par Albert Roze en 1930, remplace aujourd'hui la statue originale détruite pendant la Grande Guerre.
- Maison dite Le Château : 
Il s'agit d'une ferme, dont la reconstruction a débuté en 1927 probablement sur les plans d'Arthur Régnier, architecte à Roye, pour l'entrepreneur Alfred Chouard. C'est un bâtiment édifié dans l'axe historique du domaine et sensiblement à l'emplacement de l'ancien château féodal[68].

#### Monuments commémoratifs de la Première Guerre mondiale

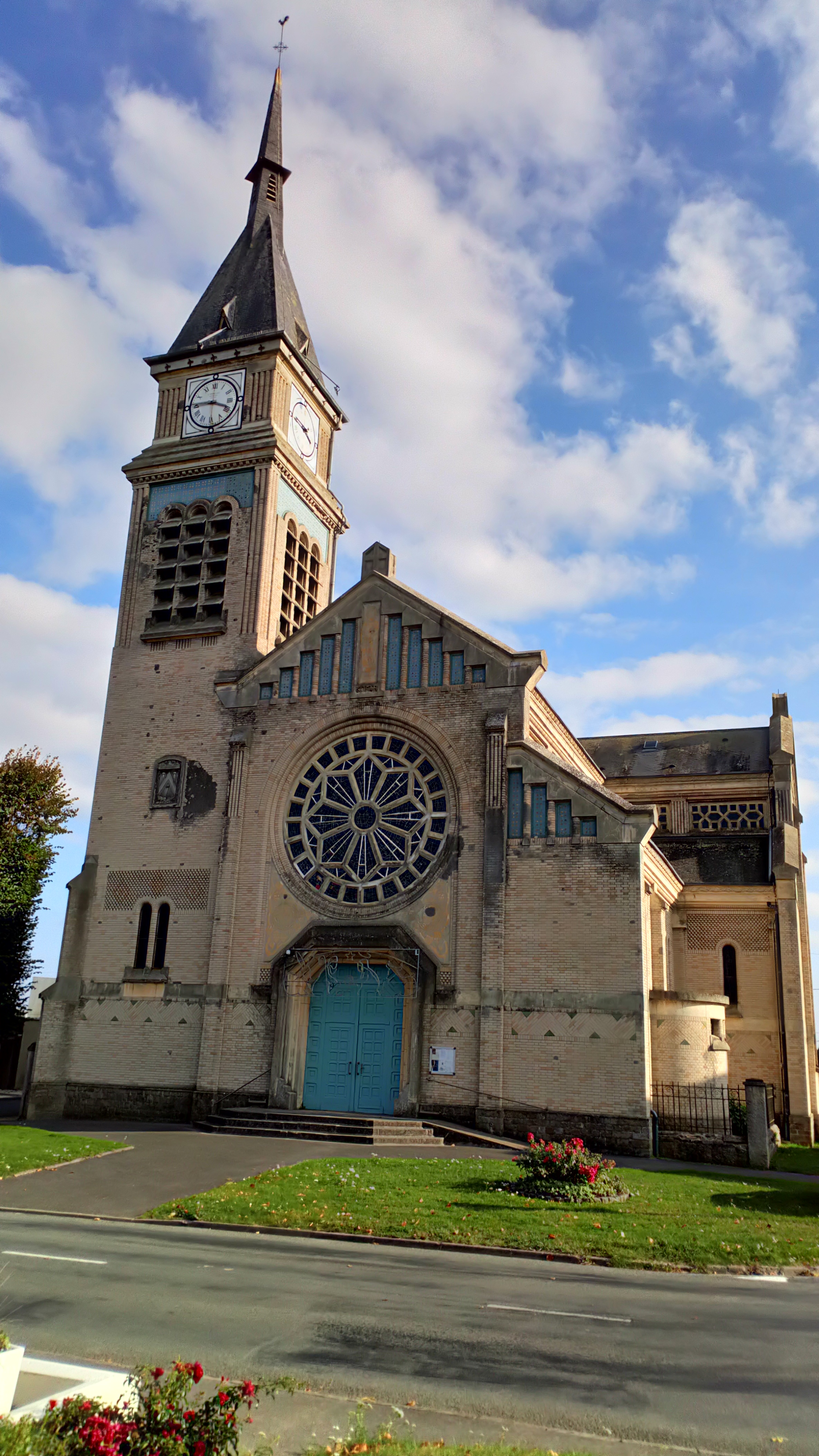
Église Saint-Didier.

- Monument aux morts :
Le monument aux morts[69] est une œuvre datant de 1920 due au sculpteur Jules Déchin et à l'entreprise Delleur d'Amiens [43]. Sur une stèle longue où sont inscrits les noms des morts de la commune, une allégorie féminine assiste un soldat couché à ses pieds, mourant. Cette femme tient de la main gauche une Victoire ailée de taille réduite. Le sculpteur a su rendre pathétique la scène par l'expression des personnages et les détails précis de l'équipement du poilu. Le monument est en pierre calcaire, les statues en bronze.

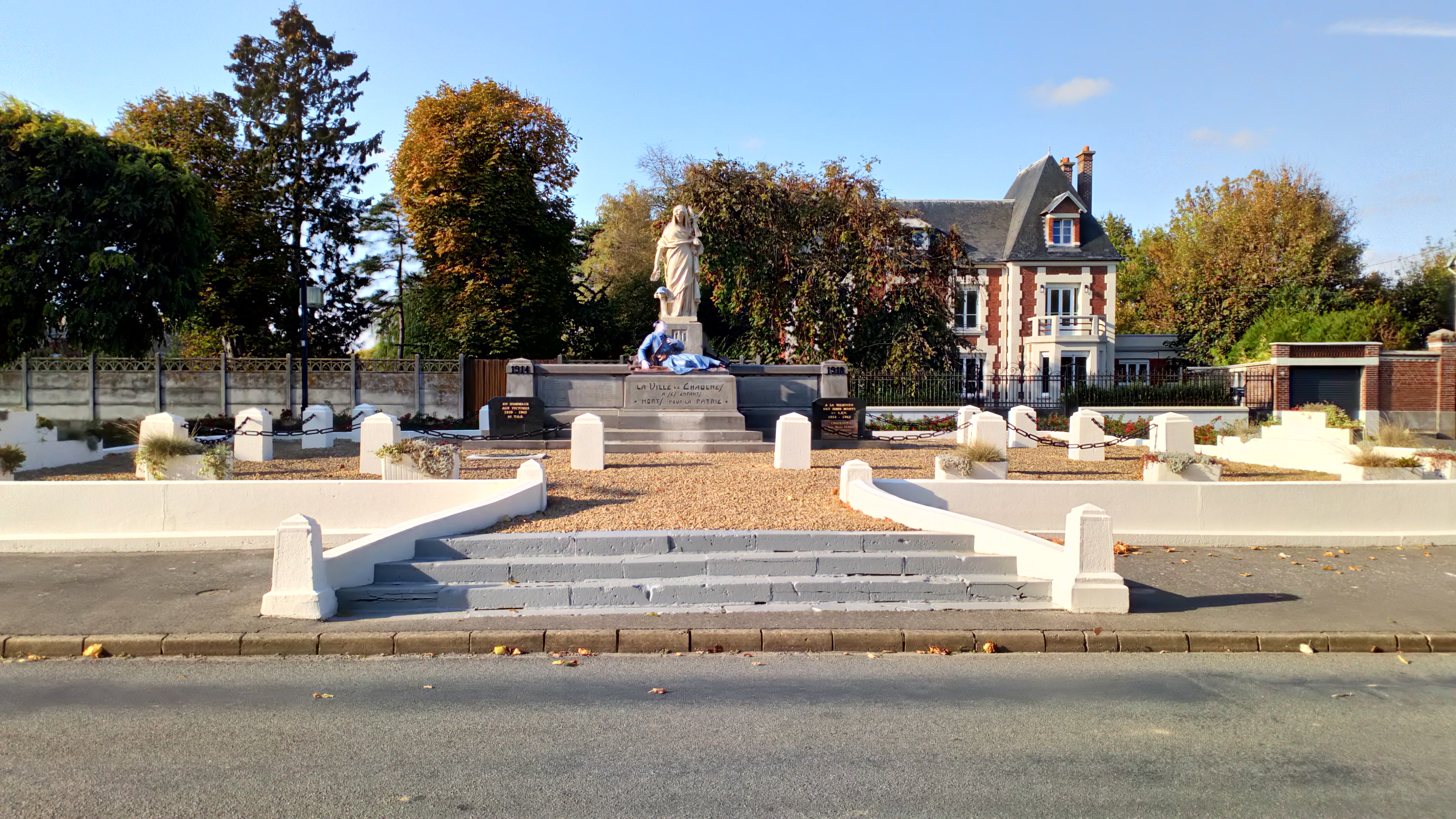
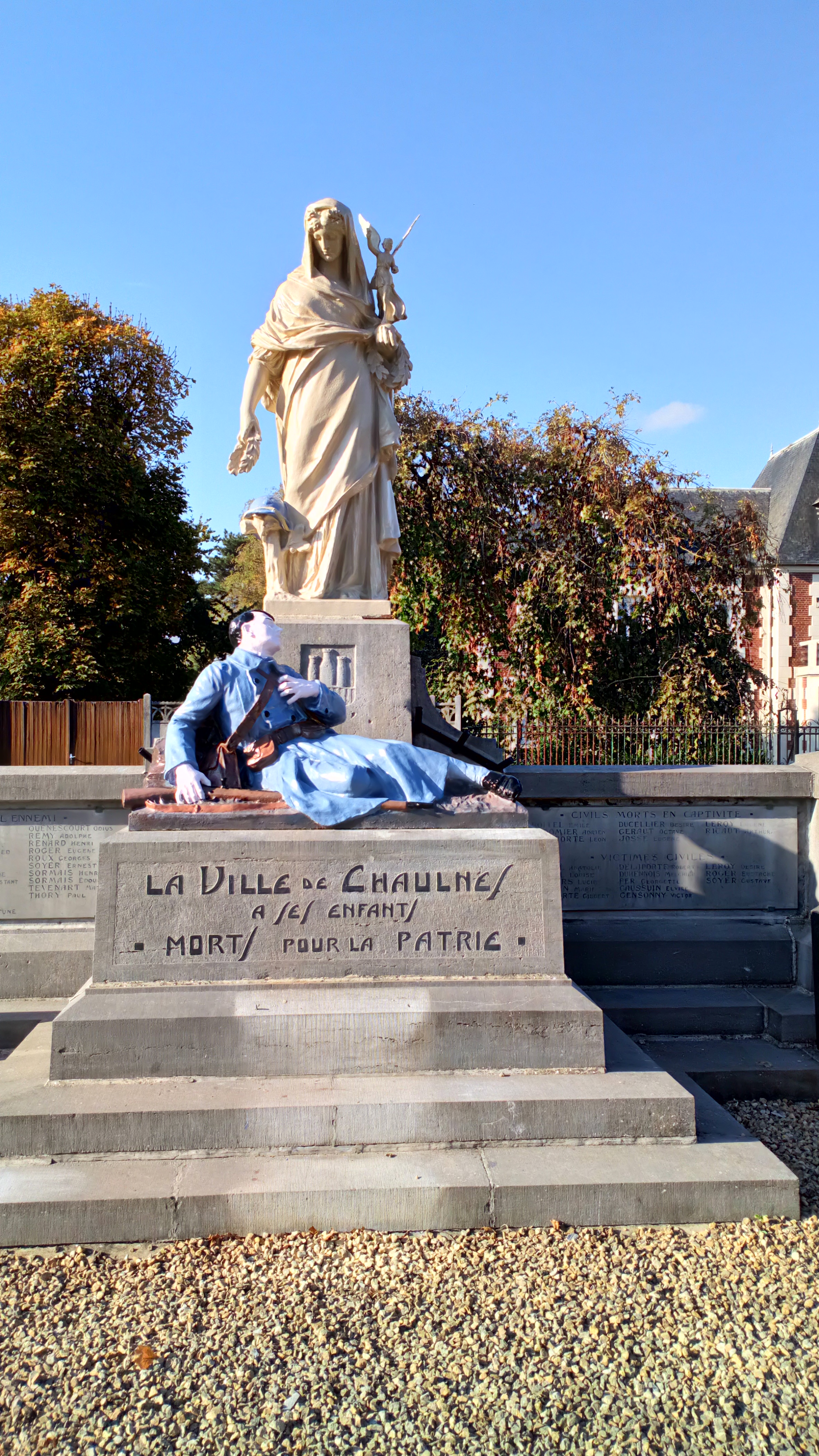
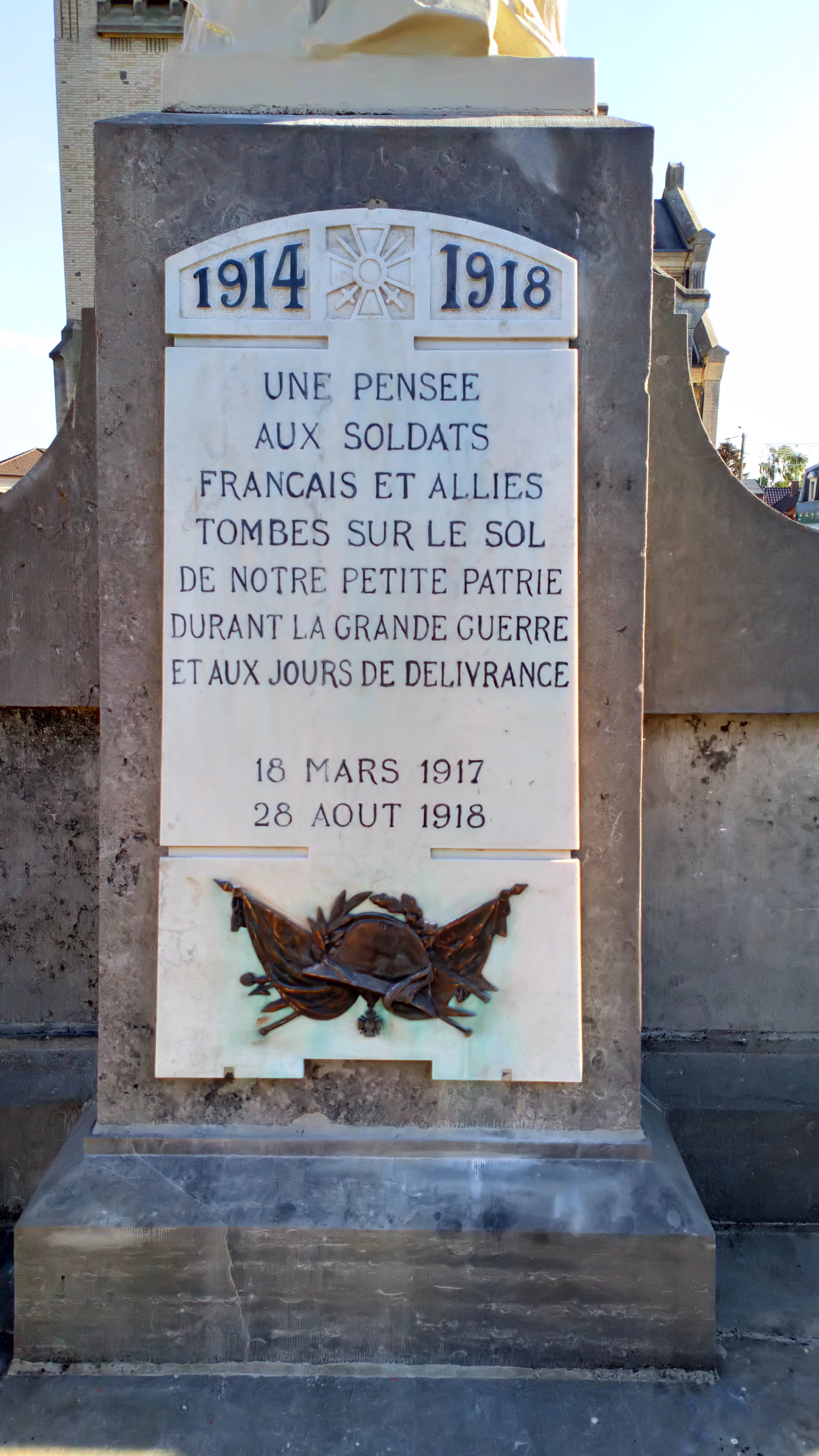

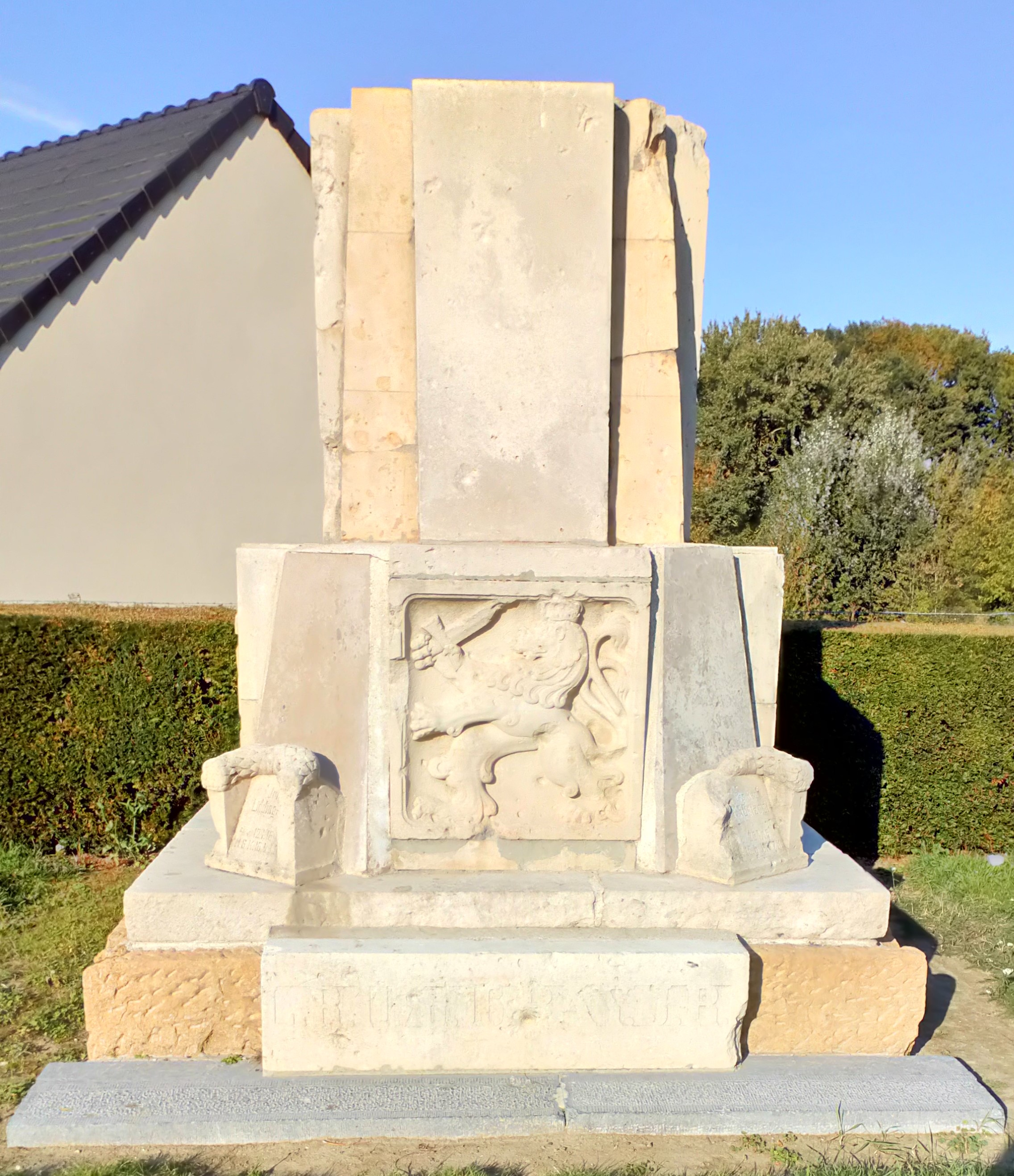
Le Monument allemand.

Derrière le monument figure une inscription gravée en 1929 : « Une pensée aux soldats français et alliés tombés sur le sol de notre patrie durant la Grande Guerre et aux jours de délivrance. 18 mars 1917 – 28 août 1918[70] ».

- Monument allemand : 
Au cours de la Première Guerre mondiale, ce monument a été élevé par les Allemands à proximité de leur cimetière militaire ; ils avaient alors occupé la commune de septembre 1914 à mars 1917. Le monument a été déplacé et restauré en 1992 par de jeunes Allemands volontaires venus aider la direction du Service d'entretien des sépultures militaires allemandes (le Sesma). Depuis, il se trouve en bordure de la rue de la Sablonnière et du sentier du Fond-d'Arc, en limite est de l'agglomération.

- Monument à la Croix-Rouge : 
À la jonction des rues Aristide-Briand, Ernest-Boitel et Roger-Salengro, dressée contre un mur et une grille de clôture d'une habitation, une fontaine sculptée polychrome rend hommage à la collaboration des Croix-Rouge américaine et française pendant la Première Guerre mondiale. Elle est due à la statuaire Berthe Girardet et a été inaugurée en 1922. Au centre, se trouve la stèle sur laquelle est inscrite la dédicace « En souvenir de la collaboration de la Croix Rouge américaine et de l'Union des Femmes de France — Croix Rouge française — À Chaulnes ressuscitée 1917-1919 ». Cette stèle est décorée, en bas, d'une couronne de lauriers au milieu de laquelle se trouve le robinet de la fontaine. À gauche de la stèle, sur la pierre peinte, sont représentées des ruines. À droite, une statue en bas-relief figure une infirmière portant un enfant dans ses bras [71].

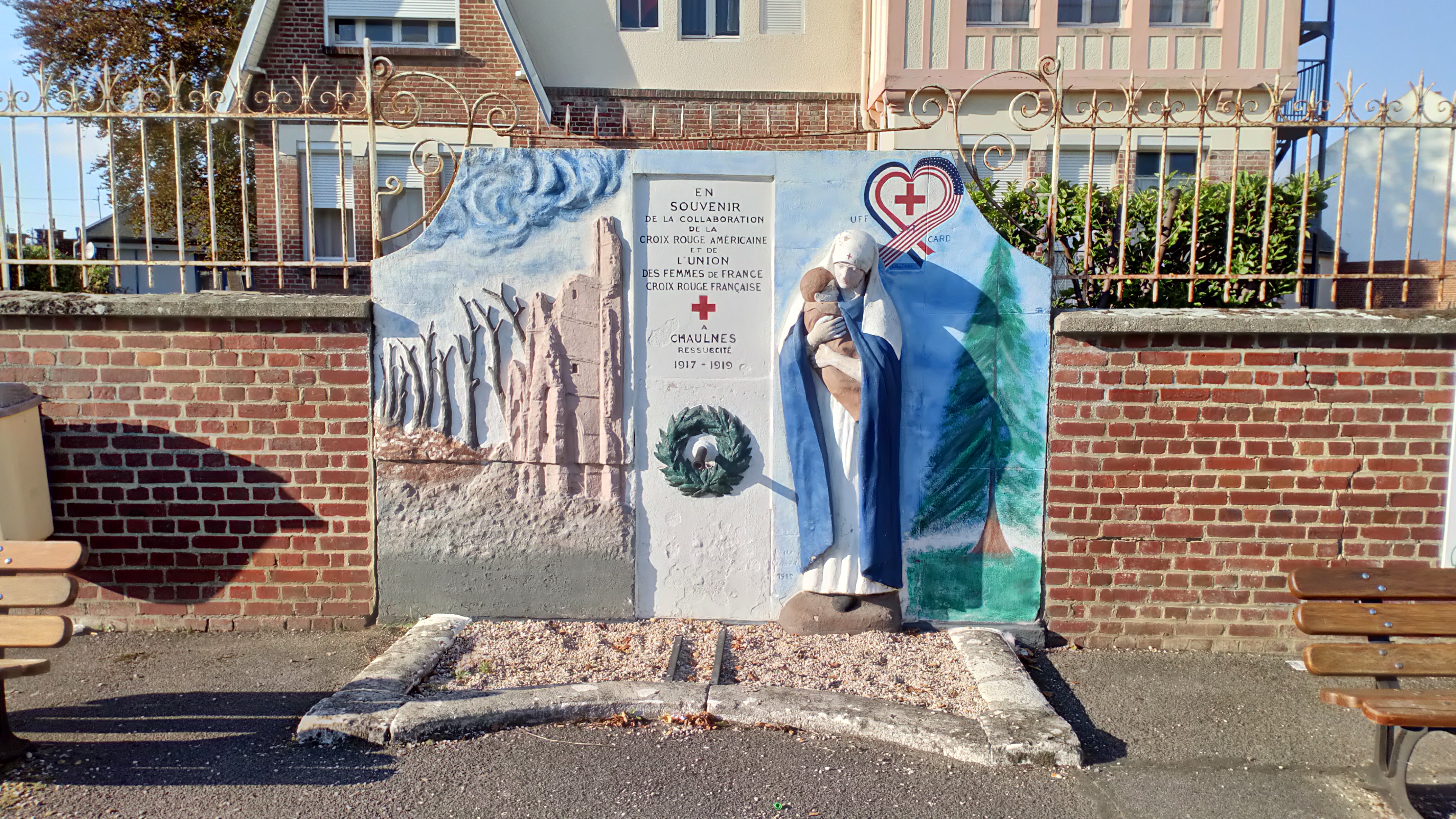
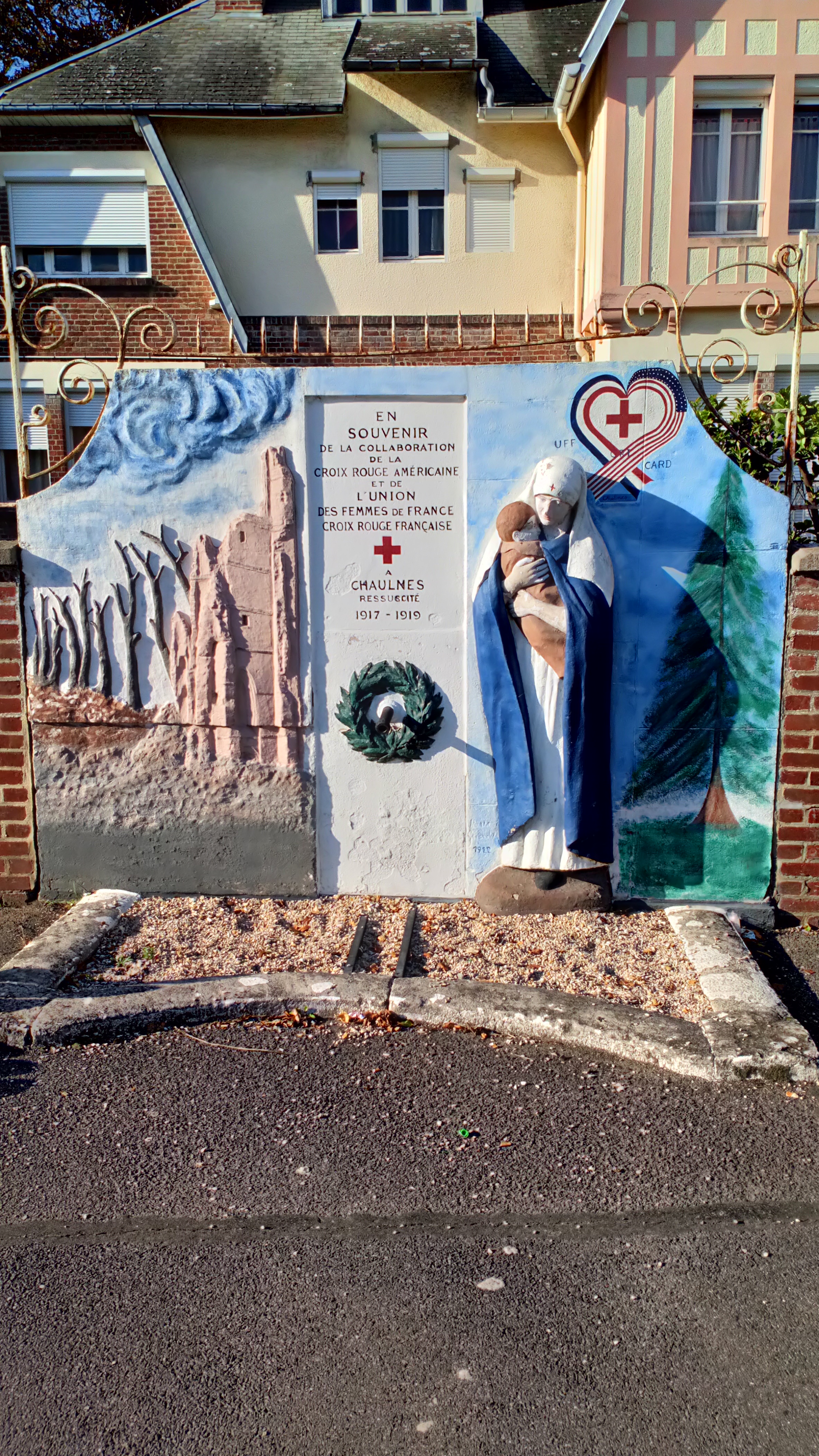
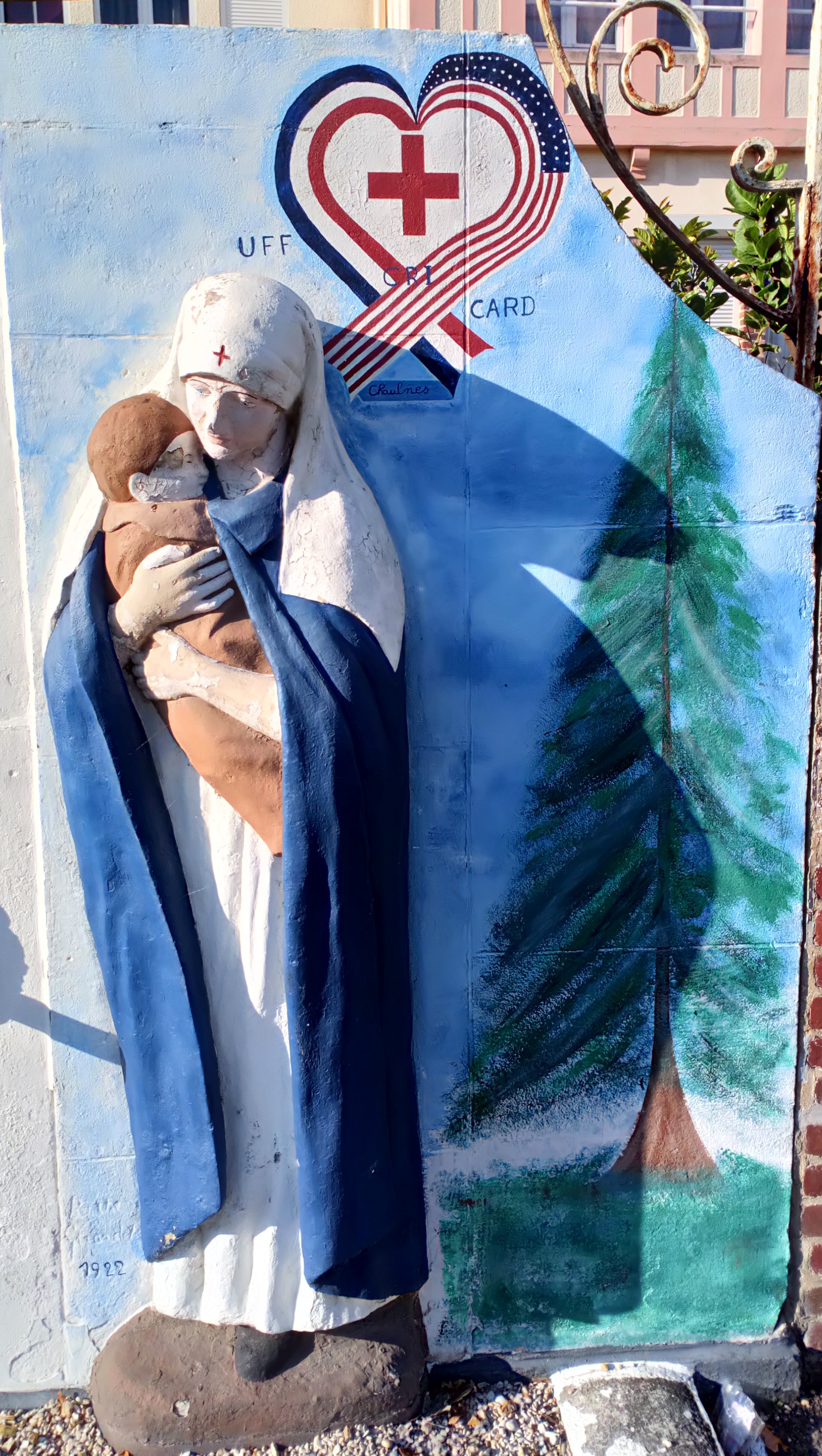
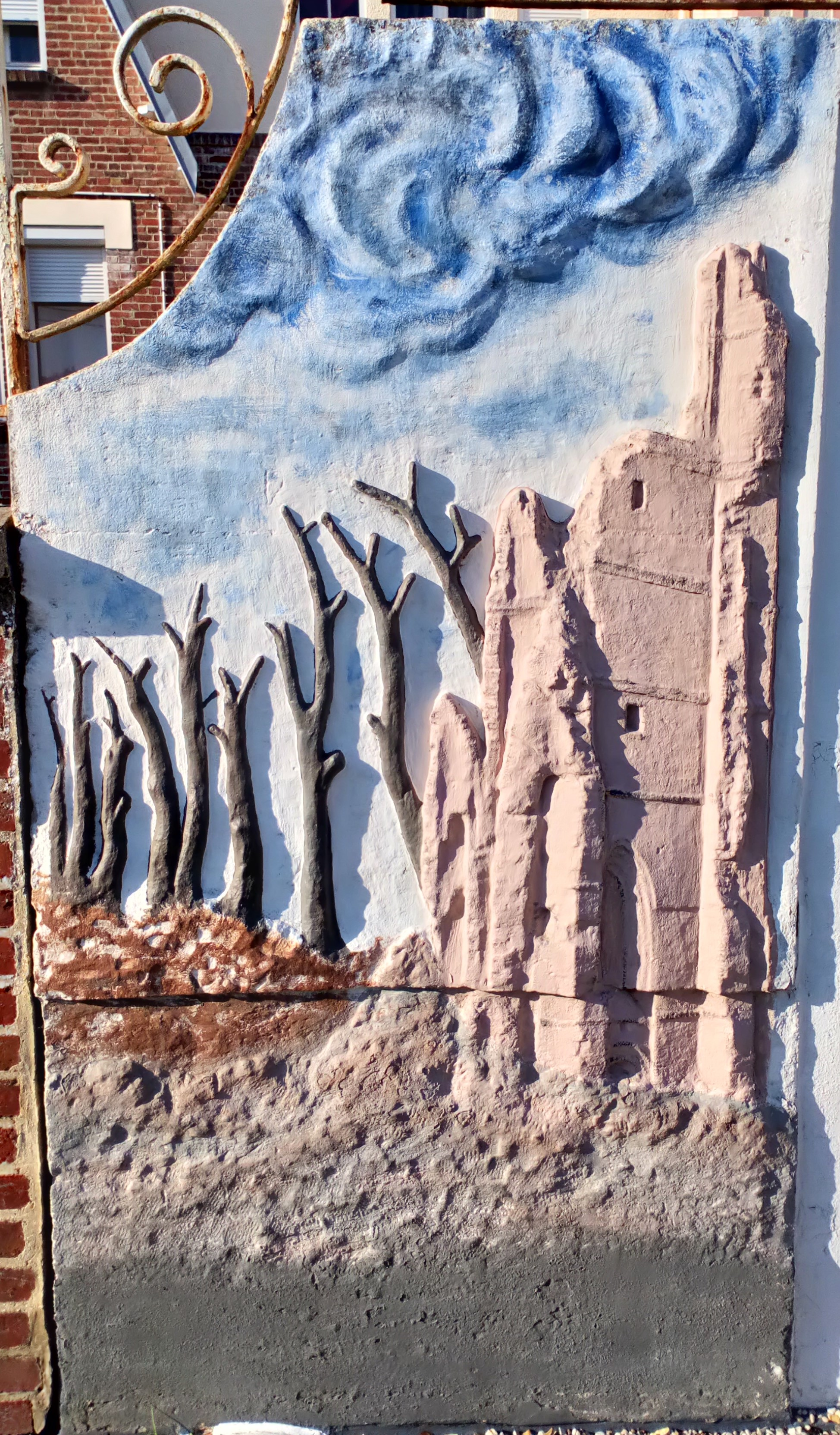

#### Monuments religieux
- Église Saint-Didier : 
Après les destructions de la Première Guerre mondiale, elle a été reconstruite en béton armé et brique, sur les plans de l'architecte Godefroy Teisseire[Note 14],[72]. Sa reconstruction, en 1927, fut rendue difficile par la découverte d'une sape sous l'édifice. Plusieurs artistes et artisans sont intervenus pour l'aménagement intérieur, jusqu'en 1930.

- Chapelle et statue de la Vierge : 
Détruite pendant la Première Guerre mondiale, la petite chapelle Notre-Dame-de-Liesse, située à la sortie de la ville en direction de Vermandovillers, est reconstruite en 1925 en briques avec fronton à pas de moineau. Elle est restaurée en 2000 par des bénévoles soutenus financièrement par la municipalité. Le plafond lambrissé a été refait, une grille en fer laisse apercevoir une petite statue de la Vierge. En 1988, la statuette Notre-Dame du Bon Secours a été replacée sur une colonne et dans une cage grillagée comme elle l'était à l'origine[73].

### Personnalités liées à la commune
- Madame de Sévigné (1626-1696) a plusieurs fois séjourné dans l'ancien château de Chaulnes, aujourd'hui détruit. Elle était amie avec le duc de Chaulnes[Note 15] et le cite plusieurs fois dans ses fameuses lettres, dont certaines ont été écrites à Chaulnes même.

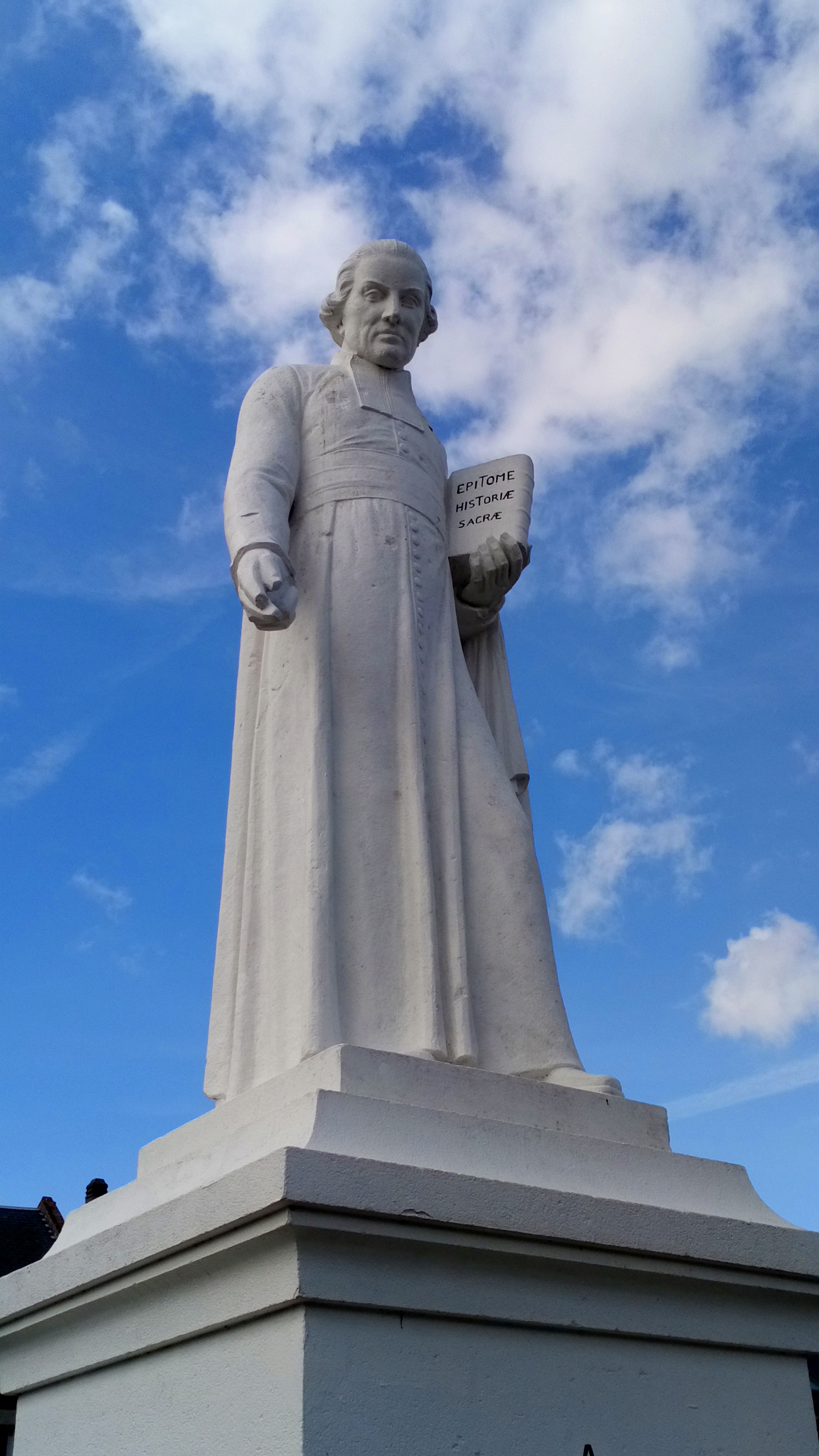
La statue de l'Abbé Lhommond.

- Charles François Lhomond (1727-1794), grammairien et érudit, né à Chaulnes. Entré dans les ordres, il consacre sa vie à l'enseignement, et écrit

plusieurs ouvrages de grammaire et d'histoire, parmi lesquels le célèbre De viris illustribus. Une rue de Paris porte aujourd'hui son nom, dans le 5e arrondissement sur la montagne Sainte-Geneviève, qui part du Panthéon et longe des bâtiments de l'École normale supérieure.
- Comte Félix Bellator de Beaumont (1794-1866), officier pendant les dernières campagnes du Premier Empire. Il est conseiller général du canton de Chaulnes (1848-1866), président du conseil général de la Somme (1849, 1852-1865), député de la Somme (1839-1851) et sénateur de la Somme (1852-1866). Il rend plusieurs fois visite à Louis-Napoléon Bonaparte alors que celui-ci est détenu au fort de Ham. Il est parmi les premiers sénateurs nommés par l'empereur Napoléon III.
- Charles Mollien (Boves, (1835-1879), médecin, maire de Chaulnes, conseiller général du canton de Chaulnes en 1871, puis député de la Somme de 1876 à sa mort. Il siège avec la Gauche républicaine et refuse de voter la confiance au gouvernement d'ordre moral d'Albert de Broglie après la crise du 16 mai 1877.
- Jean Gilbert-Jules (1903-1985), avocat, conseiller général de Chaulnes de 1945 à 1964, sénateur de la Somme de 1948 à 1959, y est né, il est secrétaire d'État aux Finances et aux Affaires économiques de 1954 à 1956 dans les gouvernements Pierre Mendès France et Edgar Faure, puis ministre de l'Intérieur dans les gouvernements Guy Mollet et Maurice Bourgès-Maunoury de 1956 à 1957. Il est membre du Conseil constitutionnel de 1959 à 1968.

### Héraldique
| Blason de Chaulnes | Blason  | De gueules au château donjonné d'argent, ajouré et maçonné de sable, posé sur une terrasse palée de sinople et de gueules de dix pièces. Ornements extérieursCouronne murale : trois tours Décorations : Croix de guerre 1914-1918, Croix de guerre 1939-1945.                                      |
| Blason de Chaulnes | Détails | La terrasse représente le ruban de la Croix de guerre 1914-1918. Le château représente quant à lui le premier château de la commune, détruit en 1472. Ce blason était en usage avant adoption officielle : figure sculpté sur le socle du monument aux morts érigé en 1924. Adopté le 3 avril 1970. |

## Pour approfondir